# ウルトラマンダイナの登場怪獣
- ウルトラマンダイナ > ウルトラマンダイナの登場怪獣
- ウルトラ怪獣一覧 > ウルトラマンダイナの登場怪獣

ウルトラマンダイナの登場怪獣（ウルトラマンダイナのとうじょうかいじゅう）は、特撮テレビドラマ『ウルトラマンダイナ』に登場する架空の怪獣、宇宙人、ロボット、その他の生物の一覧。並び順は登場話数順。
劇場版『ウルトラマンティガ&ウルトラマンダイナ 光の星の戦士たち』とビデオ版『ウルトラマンダイナ 帰ってきたハネジロー』の登場怪獣についてはそれぞれの項目を参照。
デザイナーの1人である丸山浩は、前作『ウルトラマンティガ』よりもわかりやすく派手にしたと述べている。

## 宇宙球体 スフィア
火星に突如飛来した自意識を持つ謎の球形知的生命体。劇中での命名者はシイナ・サエコ参謀。人類の宇宙進出を快く思わず、たびたび妨害をする。何体にも分離・再合体することができ、他の生物や機械、鉱物と同化して怪獣化する。自身を核にして怪獣化したものはスフィア合成獣と呼ばれ、ビームや強力な亜空間バリアなどの能力を持つようになる。同化能力の他にも、単体では人工衛星も破壊するほどの体当たり攻撃や緑色光線・光弾、3体掛かりで標的を包囲してから繰り出す捕獲能力などの戦力を持つ。
- 声：達依久子（2回目以降）
- 造型はコンピュータグラフィックスによるものと立体物の2種類が存在する[8][5]。
- 第1話・第2話の脚本を担当した長谷川圭一は、宇宙を想定した作品となったことから、ウルトラマンの対極となる「宇宙の悪意」として創作した[9]。早期の再登場が想定されていたが、長谷川は前半では出しづらかったと述べている[9]。
- 第25話・第26話での退場が予定されていたが、当初のプロットであった「太陽系消滅」がスケールが大きすぎるとして先送りになり、代わる「移動要塞浮上せず！」でもスフィアの登場が想定されていたが、退場させるかどうかで議論になり、最終的にスヒュームに変更された[9]。

### 1回目
第1話「新たなる光（前編）」、第2話「新たなる光（後編）」に登場。
第1話の訓練学校ZEROの演習中に初登場。フドウ・タケルの機体を撃墜したが、演習に参加していたコウダとリョウ、当時訓練生だったアスカらに撃墜されて全滅。火星に登場した個体の全てはスーパーGUTSのガッツイーグルと交戦する直前に初登場したダイナのフラッシュサイクラーとビームスライサーの連続攻撃により僅か1分で全滅させられ、その他の個体は火星の岩盤と融合してダランビア、ネオダランビアになりTPC火星基地を襲撃する。第2話でネオダランビアが倒されると今度は地球に飛来し、溶岩と融合してグラレーンとなる。それ以外の個体のうちの4体はアスカの搭乗するα号のジークで撃墜され、もう11体はフラッシュバスターで倒され、β号と交戦していた個体の一部は3体ほど撃墜されるも、残りの個体は一つに再合体すると宇宙へ逃げる。

### 2回目
第35話「滅びの微笑（前編）」に登場。
冥王星の表面に浮かぶ人面像「ミス・スマイル」をだしにして誘き寄せたTPCの宇宙船ロムルス三世号に寄生して地球に飛来し、スーパーGUTSの移動基地クラーコフNF-3000の第3ブロックとともに六甲山中に落下し、ネオマキシマエンジンと六甲山中の岩石に融合してジオモスとなる。第1話に登場したものとは形状が異なる。ダイナを敗退させた後、コスモネットを通じて人類に警告を送る。
- デザインは丸山浩による[10]。
- 造形物は新規に製作された[8]。

### 3回目
第44話「金星の雪」に登場。
金星に現れ、TPCが大気改造用に投下した人工バクテリア「アイス・ビーナス」をグライキスに改造する。これまでに登場したものと違い双胴型になっている。闇から姿を現す時には女性の笑い声のような高い音を出す。また、口のように開いた先端からリング光線（高熱火球）を発射する。さらにダメージを受けたグライキスを回復光線で回復させることができる。2回目に現れた個体同様コスモネットを通じてスーパーGUTSに警告を送る。
金星の特異な環境のためにガッツイーグルの攻撃がことごとく外れるが、β号のカリヤとγ号のリョウの奮起でついにビームが命中し、爆死する。
- デザインは寺井雄二による[8]。
- 資料によっては「2連型」と表現している[5][3]。

### 4回目
第49話「最終章I 新たなる影」に登場。
第1話に登場したものと同型で、再び火星に出現。アルファSに搭乗するアスカに撃ち落とされた一体がネオジークの直撃を受けても爆発はせず、火星の地表をある程度滑走してからネオダランビアIIになる。
その後別の大群の半数がテラノイドのビームスライサーとソルジェント光線で倒されるが、もう半数もの個体がエネルギーの切れたテラノイドと融合してゼルガノイドとなる。グランスフィア以外の個体としてはこれが最後の登場になる。2・3回目に現れた個体と同様言葉を話すが、今回は「ヒカリ、キエロ」という一言のみ。
- 造形物は第1話のものと同一[8]。

### 暗黒惑星 グランスフィア
第50話「最終章II 太陽系消滅」、第51話「最終章III 明日へ…」に登場。
ある惑星が惑星に住む全ての生命体と星ごと意識結合して一体となって究極の進化を遂げた生命の一部で、スフィアの本体。ナカジマは「今までとはまるで桁違いの怪物」と評する。自らを「完全な生命体」と語り、太陽系全体を消滅させて全人類と同化することが最終目的である。上記の3回目に登場した2連タイプのスフィア同様、闇から姿を現わす際や、後述の自身の虚像を世界各地の空に投影する際は、女性の笑い声のような高い音を出す。周囲がブラックホールになっており、冥王星などの太陽系外縁部の惑星や、TPCコスモアタッカー部隊、人工太陽試験機NSPカンパネラ、さらにはガッツイーグルのトルネードサンダーなどあらゆるものを重力場で飲み込みながら地球へ接近。その重力場の吸引力は極めて強力であり、クラーコフNF-3000のネオマキシマエンジン最大出力でも全く振り切れない。レーダーでも全く感知できないメッセージを伝えるための自身の虚像を世界各地の空に作り出し、地球人に一体化することを要求する。通常のスフィアとは異なりコスモネットを通じずに直接話すことができる。近づく者を内部から破壊光線で攻撃し、ダイナがこれまで倒してきた怪獣たちやスフィア合成獣の幻影をばら撒く。ソルジェント光線はおろかネオマキシマ砲をも防ぐ強力なバリアーを張るが、一方向にしか張れないという弱点をつかれ、先に放たれたネオマキシマ砲を防いだ隙に、ダイナにソルジェント光線を撃たれて大爆発を起こし消滅する。
しかし闇の破壊で生じた重力崩壊がダイナを飲み込み、そのまま別次元に飛ばす。
- 声：達依久子
- 劇中では終始ブラックホールの中に隠れたままであり、不鮮明なモノクロ解析映像を除くと確認できるのはソルジェント光線やネオマキシマ砲に対して強力バリアーを張った直後に見える中心核のみ。
- デザインは寺井雄二による[8]。造形物は60センチメートル大のものが造られたが[8]、CGでも描写されている[11]。

### 『ウルトラマンサーガ』に登場するスフィア
映画『ウルトラマンサーガ』に登場。
グランスフィアがダイナに倒されてから15年後も存在していた生き残りが複数出現し、TPCの火星基地を襲撃する。タイガ・ノゾムの搭乗するガッツイーグルαと交戦するが、その最中でバット星人の円盤に捕らえられ、ハイパーゼットンの餌として捕食される。

## 合成獣 ダランビア
第1話「新たなる光（前編）」に登場。
スフィアが火星地表の岩盤や砂などの地表物資と同化して作り出した合成獣で、5つの目と3本の足を持つ。外見は節足動物に近い。戦力は口から放つ蜘蛛の糸状の破壊光線や、体の周囲に展開する亜空間バリヤー。TPCテラフォーミング基地を破壊光線でスフィアと共に破壊し、スーパーGUTSのガッツイーグルの攻撃を亜空間バリヤーで無力化するうえ、アスカのギャラクシースナイパーやガッツブラスターノーマルモードによる銃撃も平然と耐えきる。最後はダイナ出現時の強烈な光によってわずか1分でバラバラに粉砕されるが、破片は地上で再結集してネオダランビアに変化した。
- デザインは山口修による[8][15]。着ぐるみではなく、操演によって撮影された[14][15]。操演怪獣という案は第1話特技監督の大岡新一と山口による[9]。

### 超合成獣 ネオダランビア
第1話「新たなる光（前編）」、第2話「新たなる光（後編）」に登場。
ダランビアの破片が火星開発プラントの残骸を取り込み、強化再生した姿。最初にダイナと直接対決を繰り広げた怪獣でもある。ダランビアと違い、完全な二足歩行形態に進化している。戦力は頭頂部から放つ破壊光線、伸縮自在の触手を相手に巻きつけて高圧電流を流す放電攻撃など、ダランビアをはるかに上回る戦闘力に防御力を合わせ持つ。さらには、ダランビア以上の強度を持つ亜空間バリヤーを展開してフラッシュキックすら寄せ付けないほどの実力を用い、ダイナを苦しめる。頭頂部で止めを刺そうとするがフラッシュキックで跳ね飛ばされ、最後はビームスライサーとフラッシュサイクラーの連続攻撃で亜空間バリヤーを破壊され、ソルジェント光線を受けて爆散する。
- スーツアクター：三宅敏夫[出典 10]
- デザインは山口修による[8][15]。スーツの首は二足歩行時と四足歩行時で首の位置を移動するギミックを備えていた[8]。
- 『ウルトラマンゼロ＆オールスターウルトラマン超絶!ウルトラリーグ』（『テレビマガジン』2011年6月号掲載分）では、怪獣軍団の1体としてウルティメイトフォースゼロを襲う。

### 超合成獣 ネオダランビアII
第49話「最終章I 新たなる影」に登場。
火星のTPC火星基地付近に出現したスフィアが岩盤と同化して変身した、2体目のネオダランビア。1体目のようにダランビアを経ての強化再生ではなく、直接この姿で登場する。形状は1体目とあまり大差はないが目つきが鋭く、体色が若干黒くなっている。力もより強くなり、戦力は口から放つ黄色破壊光線と、腹這いの状態で地面を滑走して敵に突進する体当たり攻撃。さらに、1体目とは別の形状の青い亜空間バリヤーを展開する能力を持っており、強度も上がっている。そのバリヤーでダイナのソルジェント光線の1発目を耐えたが、2発目には耐え切れず敗れる。
なお、この戦いの様子はTPC警務局火星基地による監視や追跡を経て記録され、ダイナの正体が露見する結果となる。
- スーツアクター：三村幸司[出典 10]
- デザインは丸山浩による[19]。着ぐるみはネオダランビアの改造[8]。首の位置を移動するギミックがスーツアクターの負担となっていたため、二足歩行形態のみに固定された[8]。

### 超合成獣 サンダーダランビア（SD）
『ウルトラマンギンガ』第1話「星の降る町」、第2話「夏の夜の夢」に登場。
ネオダランビアの亜種。鳴き声はネオダランビアと同じだが容姿は異なっており、眼が5つに増えて口には鋭い牙が生え、手は爪を持つ五本指になり、背中と胸にコイル状の大きな発電器官の突起がある。その名の通り体内に蓄積された強大な電流による電撃を放って攻撃し、伸縮する右腕も健在だが、亜空間バリヤーは使用していない。
バルキー星人（SD）が不法投棄を行っていた男性2人（山田と木村）の邪心を利用し、ダークライブさせる。ヒカルがウルトライブしたブラックキング（SD）と戦い、電撃で苦しめるが、ウルトラマンギンガには得意の電撃が通じず圧倒され、ギンガサンダーボルトに敗れる。その後、スパークドールズはヒカルの手に渡る。
第2話では、ヒカルがケムール人（SD）と戦う際にウルトライブする。素早さに翻弄されるも右腕を伸ばしてつまずかせるなど善戦するが、消去エネルギー液を浴びて消されそうになったところでギンガにウルトライブしたため、スパークドールズに戻る。
- 演：金山一彦（山田）、兒玉宣勝（木村）
- スーツアクター：梶川賢司
- 着ぐるみは『ウルトラマンダイナ』放送当時のネオダランビアIIの改造[24]。ボロボロではあったものの良好な状態で倉庫から偶然発見されたため、修復を兼ねた部分的な改造を受けて登場することとなった[24]。ダランビアのスチール写真を加工したものがダランビアのスーツを用いた改造案とされている[25]。後藤正行によると、イメージは「変電所が背中に乗った怪獣」[26]で、電気属性の怪獣であることから、電柱にある碍子をアレンジしたドリル状の突起を背中に付けたほか[25]、コイル状の角を全身に付け、電撃の発射口のようなものを腹部に追加している[24]。格闘しやすいように5本指の腕にしており、目と歯などを改造している[25]。
- 本編終了後のコーナー「スパークドールズ劇場」では、レギュラーとして登場。愛称は「ダラちゃん」と「ダランビアはん」。お笑い芸人のような調子で、ブラックキング（SD）と漫才を繰り広げる。一人称は「僕」で、語尾に「ッス」をつける他、「チェケラッス」が口癖。声の担当は松本健太。ウルトラ戦士について詳しいらしく、ティガダークやウルトラマンマックスのことを知っている。
- 『新ウルトラマン列伝』第37話では、ケムール人（SD）が紹介したにせウルトラマンダイナと本物のウルトラマンダイナの戦いを実況する。

## 溶岩合成獣 グラレーン
第2話「新たなる光 （後編）」に登場。
火星から逃亡したスフィアの生き残りがTPC本部の地熱エネルギー基地の高純度エネルギー貯蔵タンク付近の溶岩と同化したスフィア合成獣。体が溶岩でできているため全身から超高熱を発しており、その体温はきわめて高く、リョウの乗るガッツイーグルγ号の冷却ミサイルを受けて凍り付いても瞬時に復活し、ダイナですら直接触れることができない。体表は高純度エネルギー貯蔵タンク基地付近に装備されている無人迎撃システムの砲弾や、TPC養成機関訓練生たちの乗るガッツウイングZEROのニードルを受けても効果がない。口から超高熱火炎を放射して山火事を引き起こす。また、両腕の先端は鋏状になっているがこれはそれほど多用することがない。また、自身の頭上に両手を使用して一時的な炎を思わせるような赤いバリアを張ることができ、これでγ号の誘導ミサイルを防ぐ。高純度エネルギー貯蔵タンク施設を破壊するため基地に迫るが、ミラクルタイプのウルトラサイキックによって空中に浮かされ、レボリウムウェーブ リバースバージョンで火炎を撃ち返されて粉砕される。山火事はネイチャーコントロールで消し止められる。
- スーツアクター：三宅敏夫[出典 10]
- デザインは山口修による[8][27]。造形物はスーツのほか爆発用人形も造られた[8]。

## 再生怪獣 グロッシーナ
第3話「目覚めよアスカ」に登場。
10年前（2007年）に駿河湾に現れ、当時のGUTSに倒されて地中で仮死状態になっていたが、サイクロメトラに寄生されて甦る。腹部に連なる発光器官を持ち、口から針を束ねたような赤色散弾光線を放射する。また、尻尾を敵に巻きつけながら電撃を繰り出すことも可能。サイクロメトラの能力で、傷付いても瞬時に再生できるようになっている。サイクロメトラに寄生されたために全身が爆発寸前の爆弾と化しており、いつ爆発するか分からないほどの危険な状態だったが、ソルジェント光線で首に大穴を開けられ、直後にサイクロメトラが体内から抜け出したため完全に倒される。
- スーツアクター：三宅敏夫[出典 10]
- デザインは山口修による[8][27]。

### 改造怪獣 グロッシーナII
第27話「怪獣ゲーム」に登場。
怪人育成ゲーム「怪獣コロシアム」の怪獣トーナメント決勝戦でデマゴーグと戦い、倒されたデータ上の怪獣。子供たちの間では「怪獣コロシアム」のために実際に現れた怪獣のデータを使ったオリジナル怪獣をプログラムすることが流行っており、これはその1体である。グロッシーナを研究し、大幅に能力・戦力などが強化されており、キックのパワーや素早さも上がっている。頭部に巨大な角がつけられて胴部もオレンジ色になり、腹部の発光部も胸部に集約されている。カンガルーキックが得意で、口から光弾を吐く。最期はデマゴーグのデマゴーグスペシャルで体を刺し貫かれ、捕食される。
- スーツアクター：三宅敏夫[出典 10]
- 着ぐるみはグロッシーナの改造[8]。腹部の模様を変えている[28][10]。

## 宇宙寄生獣 サイクロメトラ
第3話「目覚めよアスカ」に登場。
緑色の隕石（実は卵そのもの）と共に地球に飛来した小型の宇宙生物。体内に反物質を溜める袋を持ち、口からは木を1本倒す程度の光線を吐く。他の生物に寄生して操り体内に卵を産み付け、繁殖するために体内で自爆することで反物質爆発を起こして星を壊滅させるとともに卵を宇宙空間に飛ばす。特殊な電磁波でコミュニケーションをとることが可能。劇中では3匹登場。2匹はアスカの乗るガッツイーグルα号に撃たれて倒されるが、アスカがもう1匹いることに気付かず取り逃がし、その個体がグロッシーナに寄生する。最期はグロッシーナから飛び出してダイナに飛び掛ったところを、フラッシュ光弾を喰らって消滅する。
- デザインは山口修による[8][27]。造形物はギニョールによる[9]。
- 設定などは脚本の吉田伸が以前に読んだギョウチュウの本から発想した[9]。

## 肉食地底怪獣 ダイゲルン
第4話「決戦! 地中都市」に登場。
地中都市ジオシティ建設用に使われていた岩石を波動で粉砕する掘削用超音波PWウェーブに反応して覚醒して地底から現れた怪獣。PWウェーブの波動を非常に嫌う性質を持ち、原因を特定したスーパーGUTSはPWウェーブの停止をジオフロント社に要請する。一度は大人しくなったが、これに激昂したタチバナ社長が出力を最大限で発射したことで怒って地上に現れ、PWウェーブの照射装置を破壊する。人間を餌にする凶暴な肉食で、出現時はかなりの空腹だったらしく、避難する人間を餌と狙って青葉市へ向かう。口から火炎や破壊光線を吐く。顎と鋭い歯の力が全身を含めてかなり発達しており、ダイナの足を咥えて持ち上げるほどのパワーを持つが、ストロングタイプの力技で畳み掛けられ、バルカンスウィングによって爆発、消滅する。
- スーツアクター：三村幸司[出典 10]
- デザインは山口修による[8][30]。
- 特技監督の佐川和夫は、「地底から怪獣が出る」というシチュエーションが撮影に手間がかかるのに迫力が出ないことから、出現前の緊迫感に重点を置いた[9]。

### 肉食地底怪獣 クローンダイゲルン
第39話「青春の光と影」に登場。
ヤマザキが製作したダイゲルンのクローン怪獣。突如市街地に現れ、ヤマザキが遺伝子工学研究所からエボリュウ細胞を盗み出す陽動作戦用に使われる。口から放射する高熱火炎は威力が高められている。オオトモ博士が作ったクローン怪獣に見られた本物との外見的な違いは見られないが、よく見ると手の形が若干変化している。γ号のガイナーを火炎で相殺し、その変化した手でγ号を捕らえるが、フドウ・ケンジの乗るガッツシャドーの偏曲マキシマビームで自身だけ倒される。
- スーツアクター：三村幸司[出典 10]
- 着ぐるみはダイゲルンの改造[8]。手で物を掴めるように腕が新規に造られた[8][32]。

## 変異昆虫 シルドロン
第5話「ウイニングショット」に登場。
昆虫が変異したと思われる怪獣。高純度エネルギーを食糧にしており、高純度エネルギーパイプライン付近に出現する。額の緑の水晶体を点滅させることで敵の攻撃を察知して頑丈な両腕の楯で攻撃を防ぐ、いわゆる予知能力を持つ。巨大なハサミが先にある両腕はかなりの硬度を持ち、通常のビーム攻撃程度なら難なく弾き返し、劇中では「恐らくガイナーでも破壊不可能」と言われる。しかし腹部の防御力は低く、そこが弱点となっている。その防御力の高さでスーパーGUTSやダイナを苦戦させるが、ヒムロ・ユウサクに教わったダイナのウルトラフォークを腹部に受けて敗れる。
- スーツアクター：三宅敏夫[出典 10]
- デザインは丸山浩による[30]。デザインは、特技監督の北浦嗣巳の要望により見た目のわかりやすさと機敏さ・可愛らしさが意図されており、左右に飛び出した目は前後が見えるため攻撃を避けることができると想定されている[9]。デザインの基となった怪獣は『ティガ』のころに描いていたものを手直ししたものでダランビア同様、クモ要素を残している[出典 26]。

### 変異昆虫 クローンシルドロン
第16話「激闘! 怪獣島」に登場。
クローンシルバゴン同様オオトモ博士にトレーニング用に作られたクローン怪獣の1体で、前に現れたシルドロンのクローン。模様や体色は初代と異なり、頭部の形状が若干変化している。初代と同様に額の水晶体を点滅させて敵の攻撃を予知するという能力が使える。クローンシルバゴンと戦うが、尻尾攻撃で昏倒し、口から泡を吹き敗れる。
- スーツアクター：三宅敏夫[出典 10]
- シルドロンのデザイン画の色を変更したもので、着ぐるみはシルドロンの改造[出典 30]。
- シルバゴンとシルドロンを同時に登場させることについて名前が似通っているという懸念もあったが、有り物の都合とシルドロンをもう一度登場させようという意図から両者の登場が決定された[9]。

## 菌糸怪獣 フォーガス
第6話「地上最大の怪獣」に登場。
異常進化して高い知能をもった菌糸体から生み出された怪獣。劇中での命名者はコウダ。本体は巨大なキノコで菌糸の一部から人間サイズの怪人体や怪獣体などの分身を複数形成し、これらは本体を破壊しない限りたとえソルジェント光線を受けて粉砕されても再生することができる。フルイズミ市を中心に地下10キロメートル四方に菌糸を伸ばし、地球規模で広がっているコンピューターネットワーク・アースネットを支配する。自身を「10キロメートルの知性を持つ地上最大の知性」と称し、10キロメートル四方に広がる菌糸体は、「人間で言えば脳細胞にも等しい」という。アースネットを通じてあらゆるネットワークに侵入することができ、コンピュータに「さよなら人類」という内容の怪文章を送付し、外部との連絡を遮断する。感染前に外部接続を遮断したコンピュータまでも支配する能力を持つ。キノコの中心部に膨らんだスルメのような形をしたコアの役割を果たす菌糸脳があり、粉砕されても別の菌糸から怪獣体をいくらでも即座に生み出すことができる。戦力として鞭状の両腕を使った攻撃を武器として使い、怪人体時では身体を菌糸状に流動化させて移動する。怪人体でアスカを拉致し、β号とγ号が救援に向かうがβ号を撃墜。TPCヨーロッパ支部のミサイルを使用してグランドームを破壊しようとする。しかし3機発射したそのすべてがクラーコフNF-3000とγ号に破壊され、グランドーム破壊は失敗。そして人類を破滅させる前にダイナを倒そうと、自ら怪獣体に変貌、怪獣体を複数放ってダイナを苦しめる。しかし、ミラクルタイプの透視能力で本体の位置を当てられた上、レボリウムウェーブ アタックバージョン（タイプI）の攻撃で菌糸と怪獣体を全て消し飛ばされ、本体だけで宇宙に逃げようとするが追いつかれてソルジェント光線を受け、倒される。
第46話では、怪人体が黒い宇宙植物の作り出した謎の怪獣軍団として登場している。
- 声：河島順子（本体）[37]
- スーツアクター：石井浩（怪人体）、三村幸司（怪獣体）[出典 10]
- 怪人体の頭部はムザン星人の改造[出典 34]。
- デザインは丸山浩による[30]。怪獣は、演者の腕を枝を突くように突き出している[28][10]。
- 脚本を担当した武上純希は、「今までに見たことがないような怪獣」として、カナダの森林で10キロメートルの菌糸を広げているキノコから着想した[9]。プロットでは町の人間がフォーガスに支配されているという展開であった[9]。

## 凶悪怪獣 ギャビッシュ
第7話「箱の中のともだち」に登場。
小型の状態でカプセル状の檻に閉じ込められていた凶悪な宇宙生物。小型のときはそこそこ愛嬌のある姿だが、巨大化するにつれておぞましい姿になっていく。その姿での特殊能力はテレポーテーションだけである。ダイス星人の母星バース星雲で暴れて、多大な被害を及ぼしただけでなく彼の娘までも殺害した。ダイス星人によって2体がブラックホールへ護送される途中に逃亡して地球に現れる。性格は非常に凶暴かつ狡猾である。1体は追ってきたダイス星人に処分されるが、もう1体は家族を怪獣災害で失った吉村由香という少女に拾われ、地球の大気に触れて短時間で巨大化し、由香を目の中に吸収して人質にとる。由香はダイス星人がギャビッシュの目の中にテレポートして助け出すが、そのダイス星人を口からの光の針で殺害。口から放つ光の針、尻尾から放つ破壊光線、鋭い牙、眼からの光線でビームスライサーを吸収、強化して口から撃ち返すなど、多彩な技でダイナを苦しめるが、尻尾をダイナスラッシュで切られ、最後は通常時とはエフェクトの異なるソルジェント光線を受けて炎上する。
鳴き声はW.I.T.に不可思議な現象を与え、それを地球上の言語に翻訳（暗号分析）すると「私はギャビッシュ、私を助けて」というふうになる。この発言により、自分がダイス星人に追われている弱い生物だとスーパーGUTSに認識させて騙した。
- スーツアクター：三村幸司、北岡久貴（中間体）[出典 10]
- デザインは丸山浩による[39]。中間体は造形スタッフに幼体と成体の中間をとるよう指示して作ったため、デザイン画は存在しない[28][10]。
- 中間体のスーツは小型時のアップの撮影にも用いられている[8]。

## 特別捜査官 ダイス星人
第7話「箱の中のともだち」に登場。
バース星雲ダイス星の特別捜査官で、テレポーテーションの能力を持ち、銃を携帯している。護送中に逃亡したギャビッシュを追って地球に現れる。かつてギャビッシュに娘を殺害されており、その憎しみからいきなり攻撃しようとしたことが災いしてあらぬ疑いをかけられる。左腕についているブレスからは標的を動きを封じて空中へと浮かばせる捕獲光線や相手を気絶させる失神光線を放つだけではなく、色々な星の言語を話せる翻訳機にもなる。また、接近戦では怪力も発揮し、アスカとリョウを一度はこれで投げ飛ばす。疑いが解けた後にギャビッシュに人質にされた由香を救うために作戦に参加するが、救助した後にギャビッシュの光の針による攻撃で致命傷を負い、由香に渡してくれと自分のペンダントをアスカに託し、光の粒子となって消滅する。
殺害された娘は由香と瓜二つで、ペンダントには娘の写真が入っている。
- 出演：森聖二

## 催眠怪獣 バオーン
第8話「遥かなるバオーン」に登場。
隕石と共にふるべ村に落下した宇宙怪獣。凶暴性は皆無で、悪意を持たない呑気な性格だが、聞いた者を眠らせるホルンのような催眠効果のある鳴き声を発する。これによって人間を完全に眠らせ、ダイナまでも眠りかける。また噛み付く力は極めて強く、ダイナを軽く吹き飛ばしたり、強烈なパンチを繰り出すなど、怪力の持ち主でもある。
ふるべ村に落下した後、鳴き声を発して村人たちを眠らせる。その後、ムスタファ・アリ博士によって、赤い色を見ると興奮することが判明。スーパーGUTSはジャイアントマスクで口を塞ごうとするが齧って破壊し、再び鳴き声を発したために、近くにいた上にナカジマ発明の「声変わり」を付けていなかったムスタファ博士は深い眠りに落ちる。しかしマスクの中の催眠ガスが効いたため、自身も眠りに就く。
翌朝、村から少し離れた場所に高速道路を挟んでオープンしたスーパーの赤いアドバルーンに興奮して暴走。アスカが乗ったガッツイーグルαがバルーンを破壊した後も前進を続けるが、威嚇射撃に驚き、再び麻酔弾を受けて倒れる。しかし慣れたためにすぐに立ち上がり、パニック状態で村の方へ引き返す。だがその先にはバオーンによって眠らされたムスタファがいたため、彼を守るべくアスカはダイナに変身する。
登場したダイナのストロングタイプやカラータイマー、ウルトラバルーンの赤にひたすら興奮し、最後はウルトラバルーンに引き寄せられてその隙にダイナに運ばれ、宇宙へと返される。
ヒビキは眠っていれば誰も攻撃できないことから、「史上最強の怪獣かもしれない」と評した。
宇宙に確かに送り返したにもかかわらず、「声変わり」を外していたアスカはバオーンの鳴き声を聞いて眠ってしまった。
- スーツアクター：三宅敏夫[出典 10]
- デザインは丸山浩による[39]。脚本を担当した太田愛は「一発でインパクトのある怪獣」として創作した[9]。脚本の初稿ではジェットワイヤーをかけるために四足歩行怪獣であった[9]。
- 当初の脚本では、赤い風船の件は「アスカが小さな風船を持ちながら走り回る」という展開になっていたが、監督・特技監督の村石宏實は「それではバオーンは驚かないだろう」と考え、結果的に風船のサイズを大きくさせると共に「ジープに巨大風船を括りつけて走らせる」という展開とした[41][42]。

## 吸電怪獣 ギアクーダ
第9話「二千匹の襲撃」に登場。
落雷とともに太陽光発電基地付近の遺跡の地下の溢れ出た光の中から現れた怪獣。破片にされても死なずにその一つ一つが分身体の人間大の小型怪獣に成長して再生し、再び活動することができる。ただし焼かれた場合は例外ということをゴンドウ参謀に見抜かれる。好物の電気を求めて太陽発電基地を襲撃し、ダイナ・ストロングタイプに放り投げられたところにトルネードサンダーの直撃を受けて爆散するが、その破片が二千匹の人間大の分身体となって再生し、電気を求めて東京中の発電所をさまよう。この分身体はガッツブラスター・ノーマルモードで倒せるほど弱いが、その破片からも再生し、TPCを大いに苦しめる。武器は赤い斑点部から発射する赤い電撃光線。当初TPCは、すべての分身体を集め、元の巨大な姿に戻してから陸戦部隊のナパーム砲で焼き払う作戦を実行。電力を集めてトラップフィールドと呼ばれる装置に分身体を集めるが、落雷によってトラップフィールドが故障。やむを得ず分身体に陸戦部隊が攻撃を開始するも、的が小さいため数体しか倒すことができない。その後落雷からヒントを得たアスカ（＝ダイナ）のネイチャーコントロールによる協力でトラップフィールドが復旧。ついにそれごと元の1体の怪獣に戻る。その後ダイナ・ミラクルタイプと戦闘になるが、最期はダイナに何かを頼むような素振りを見せて宇宙へ運ばれ、レボリウムウェーブ アタックバージョン（タイプII）を受けて粉々にされ、ミニブラックホールに吸いこまれる。
戦いのあとアスカは「あの怪獣は人工的な光に頼りすぎた地球からの警告」と推論している。さらにアスカは戦いの影響で一時的に電気人間になり頭に電球をつけると点灯したり、触れたヒビキ隊長を感電させてしまうところでストーリーは終わる。
- スーツアクター：三宅敏夫[出典 10]
- 脚本を担当した長谷川圭一は、映画『ガメラ2 レギオン襲来』に登場する怪獣レギオンをイメージソースに挙げている[17][18]。
- デザインは丸山浩による[39]。怪獣の姿は等身大同様、目を共通項として持たせている[28][10]。
- 分身体のスーツは3体用意された[8]。監督の石井てるよしは無限に増殖して迫る恐怖を描こうとし、影だけが浮かぶなどの工夫を凝らしたが、出来について不満を述べている[9]。
- 『ウルトラマンフェスティバル'98』ライブステージ第2部に登場。グランスフィアの配下。

## 念力種族 ゼネキンダール人
第10話「禁断の地上絵」に登場。
古代地球を支配していたといわれる種族。考古学者のアキヅキ博士がアンデス地方の洞窟で発見したクローン製造器によって体毛から再生する。念動力で相手の頭上に光の輪を作り出して苦しめる。さらに超能力で人間のDNAをコピーして姿形を変えどのような人物にも化けることができるという能力を持ち合わせている。再び地球を自らのものにすべく、念力で地上絵からデキサドルを出現させる。デキサドルの他に2体の怪獣を念力で実体化させようとするが、スーパーGUTSの攻撃によって復活を阻止され、彼らもリョウとカリヤのガッツブラスターで超能力思念を送る装置を破壊され、吹き飛ばされたあとでデキサドルの死と共に消滅する。
ローブの模様が赤いのがA、茶色いのがB、黄色いのがCであり、それぞれの額には地上絵にあるものと同じ紋章がある。
第46話では、ゼネキンダール人Cが黒い宇宙植物の作り出した謎の怪獣軍団として登場している。
- スーツアクター：角秀一（A）、北原裕次（B）、松栄隆（C）[出典 10]
- ペンダントのデザインモチーフはナスカの地上絵で、額の模様とポンチョの首周りのカラーリングで区別している[28][10]。
- ライブイベント『円谷ジャングルINアリオ八尾「星人の日?! 特別ミニイベント○×△星人と遊ぼう」』では女性の個体が登場し、司会者の女性やウルトラセブン、メトロン星人やマグマ星人と共に演奏会を行う。

## 高速怪獣 デキサドル
第10話「禁断の地上絵」に登場。
ゼネキンダール人の超能力思念によってアンデス山中の古代の地上絵が実体化したもの。パッションレッド飛行部隊やガッツイーグルはおろかガッツイーグルα号以上の高速で飛行し、ゼネキンダール人同様念波攻撃を行い、さらに飛行しながらの鋭く尖った嘴（くちばし）や手足の爪を使った体当たり、口からの青色拘束光線や青色破壊光線で敵を攻撃する。ダイナ相手に善戦するが、リョウとカリヤにゼネキンダール人が倒されたため弱まり、空へ飛んだところでソルジェント光線を浴びて爆発四散する。
高速で飛べるだけあって動きも素早く、動体視力もずば抜けており、パッションレッド飛行部隊の背後に回り込んだり、実体化直前の地上絵の怪獣たちを一度は破壊したガッツイーグルのトルネードサンダーや、自身を捕らえようとして掴みかかって来たダイナ・ミラクルタイプですら造作もなく避けることができる。また、一度地上絵に戻ると、スーパーGUTSのいかなる綿密な調査を用いても居場所を悟られることがないという利点も持っている。
第27話ではマイがテレビゲーム「怪獣コロシアム」の解説をする際にデキサドルをモデルにしてプレイする。
- スーツアクター：三村幸司[出典 10]
- デザインは丸山浩による[45]。デザインモチーフはドラゴン[28][10]。

## 迷子珍獣 ハネジロー
第11話「幻の遊星」 - 第47話「さらばハネジロー」とビデオ版『ウルトラマンダイナ 帰ってきたハネジロー』に登場。
メラニー遊星に取り残されていた小型の宇宙生物。ダイナにメラニー遊星から連れ帰られた後は、オオトモ博士のTPC生物工学研究所に保護されるが、ネオザルスの一件の解決後、マスコット的存在としてスーパーGUTS司令室に居着く。名付け親はアスカ。理由は単純で、「羽が生えてるから」。鳴き声は「パムー」だが、小学2年生程度の知能を持つため少し言葉を覚えるようになり、終盤には自分のホームページ「パムパムネット」を持つようになる。生活習慣、飲食可能なものは人間とあまり変わらず、背中の羽根で飛行できるほか、記憶を映像化して投影したり、敵の弱点を透視したり、束縛された相手を解放する青色解放光線を発射したりすることができる。人懐っこい性格で、特に出会った際の経緯もあり、アスカと仲良くなる。攻撃本能をほとんど持たず、初めて出会った際、治療しようとしたアスカに一度噛みつくが、治療後に自分に噛まれて怪我をしたアスカの手をなめる。ナカジマには「よほど平和な星で育ったに違いない」と評される。アスカはモンスアーガーと戦おうとした際、ハネジローの目の前でダイナに変身したため、ダイナの正体を知ることになるが、アスカに優しく口止めされる。
実はファビラス星出身の怪獣で、ファビラス星人に守り神として崇められているムーキットという名前の悪意のない温厚な生物であり、ファビラス星人と再会し、デビルファビラスに変貌したファビラス星人Aがダイナに解放された後、彼らを導くべく宇宙へと旅立った。
OV作品『帰ってきたハネジロー』ではファビラス星人のメッセージを携えて地球へと帰還した。ピーナッツが大好物らしい。黄色い卵のようなカプセルに入れられた状態で地球に到着するが、ミジー星人たちに偶然拾われる。
- 声：河島順子
- 操演：原田克彦[37]
- デザインはバンダイによるものを黒岩和幸がクリーンアップした[37][10]。造形物は操演用と吊り用の2種類が用いられた[37]。第47話ではCGも多用している[9]。
- 第11話の脚本での名称は「パム」であったが、商標登録の都合により変更された[9][47]。
- ハネジローとの別れは初期から想定されていた[9]。当初はハネジローが戦争に利用されていたという展開が考えられていたが、多数のハネジローを登場させることはできないため、第47話の展開となった[9]。また第47話の脚本を担当した川上英幸はその件において、「『戦争に利用されていた』という展開では子供には刺激が強すぎた」という考えを述べている[48][47]。
- 第11話の監督・特技監督を担当した原田昌樹は、初登場時や第16話を除いてハネジローが多く活躍する話がなかなか作れなかったことについて無念の想いがあることを述べており、声の出演を務めた河島がスタッフとして関わっている回では極力ハネジローの出番を多く作るようにしていたことを明かしている[49][50]。
- 『帰ってきたハネジロー』の時点では飛行用の人形しか残っていなかったため、マペットが新造された[51]。

### その他の作品に登場するハネジロー
- 映画『ウルトラマンティガ・ウルトラマンダイナ&ウルトラマンガイア 超時空の大決戦』では玩具屋の人形として登場するが、企画段階では我夢のように本物のハネジローが登場する予定だった[52]。
- 映画『大決戦!超ウルトラ8兄弟』ではダイゴとレナの娘・ヒカリの遊び友達として登場。
- 映画『ウルトラマンギンガ 劇場スペシャル ウルトラ怪獣☆ヒーロー大乱戦!』では、友也が描いたイラストで登場。
- 『ウルトラ怪獣擬人化計画』にて擬人化された。
- 『ウルトラマン クロニクルD』では『ウルトラマンジード』のモコ（小珍獣ルナー）と旅行中、メトロン星人マルゥルとマスコット小怪獣デバンの家に紛れ込みそこで共同生活を行う。

## 破壊獣 モンスアーガー
第11話「幻の遊星」に登場。
何者かに開発された宇宙戦争用の生物兵器。メラニー遊星に来訪した者を襲うようプログラムされている。武器は合わせた両手先から発射する強力な赤色破壊光弾。300万馬力の怪力を持ち、ガッツイーグルの攻撃を強固な皮膚で弾き、ダイナのビームスライサーをも素手で跳ね返すなど、防御力が非常に高い。弱点である頭頂部の青い皿のような部位を、ハネジローに教えられたダイナのストロングボムで破壊されて倒され、メラニー遊星自体もモンスアーガーの死と共に崩壊、消滅する。
メラニー遊星の自然環境はホログラム発生装置と幻覚ガス発生装置によって作り出されたまやかしであり、虫や鳥類は鳴き声だけで一匹たりとも姿を見せず、摘んだ花も手の中で消える。それらに惹かれてやってきた異星人をモンスアーガーによって殲滅する仕組みになっている。既にハネジローの飼い主であったファビラス星人をはじめとする多くの宇宙人が犠牲になっており、モンスアーガーに破壊されたと思しきUFOの残骸が地表に散らばっている。また、妨害電波もかかるため、無線通信が全くできなくなる。
- スーツアクター：三宅敏夫[出典 10]
- デザインは丸山浩による[45]。分かりやすい弱点にするため、頭頂部を弱点とした[28][10]。
- 赤色光弾は、『大怪獣バトル ULTRA MONSTERS』では「大破壊光弾」と表記されている。

### 破壊獣 モンスアーガーII
第31話「死闘! ダイナVSダイナ」に登場。
グレゴール人が第4メラニー遊星から捕獲し、改造して連れて来たモンスアーガーと同型の怪獣。弱点だった頭部の皿のような部分が強化されており、α号のジークの熱線すら簡単に弾き返す。口から火球を吐く。グレゴール人がワープアウトさせた剣状の4本の柱で作り出された特設リングの中で大暴れする。ダイナを挑発するために地球に送りつけられ、ニセダイナの首折りを受けて蒸発する。
- スーツアクター：三宅敏夫[出典 10]
- 劇中ではハネジローからは「アーガー」、マイやナカジマからは「モンスアーガー」と呼ばれている。
- 弱点だった頭頂部にフタをし、フタを亀甲模様にしている[28][10]。

### 『ウルトラマンデッカー』に登場するモンスアーガー
『ウルトラマンデッカー』第4話「破壊獣覚醒」に登場。
トチノキシティのユノハナ町の掘削工事現場にて発掘された、巨大な鋼鉄製のカプセルから出現した。表皮は通常兵器では貫通できないほど強固となっている。武器は口から放射する火炎。弱点は神経が集中している頭頂部であるが、固いキャノピーのようなもので覆われており、簡単に攻撃できない。
正体は、外宇宙へ進出した文明を滅ぼそうとする宇宙人が実演販売や通信販売に用いるための試供品（前述のカプセルは説明書あるいは広告）であり、地球への破壊活動も文明自体を危険視したというより、他種族へのデモンストレーションとしての意味合いが大きい。このことを知ったアスミカナタは、激昂する様子を見せている。
頭頂部の防御能力でウルトラマンデッカー ストロングタイプを苦戦させるが、目潰し戦法に怯んでバリアを張れなくなった一瞬の隙を突かれ、かかと落としで頭頂部にヒビを入れられる。最後は、GUTSグリフォンの最大出力によるグリフォンタロンビームで頭頂部を撃ち抜かれて絶命し、爆散した。
- スーツアクター：梶川賢司
- 地球全体をスフィアバリアが覆っているため、宇宙怪獣が宇宙から飛来することができないため、不愉快な文明を滅ぼすための怪獣兵器であるメラニー遊星の商品のモンスアーガーがはるか昔に降ってきた隕石の中に入っていた、という設定となった[58]。
- スーツは、第4話監督の辻本貴則による「『ダイナ』の怪獣をなんとか出したい」との熱望が制作陣に受け入れられ、新規造形となった[59][58]。オリジナルでは背びれと腹部のパーツが一体になっているため、本作品ではアレンジを変えている[58]。当時のデザイン画では背面まで描かれていなかったため、背中のトゲが単純な形で大きすぎたため、本作品では上から来る背ビレと下から来る背ビレが交差して、途中が5列になっている構造となっている[58]。オリジナルでは扁平な顔であったが、本作品では少し厚みのある顔となっている[58]。口パクのギミックは他の怪獣で使ったものを改造・流用している[58]。全体も少し鮮やかな色彩にしている[58]。

### 『大怪獣バトル ULTRA MONSTERS』に登場するモンスアーガー
『大怪獣バトル ULTRA MONSTERS』第6話「ヒッポリト星人の甘い罠」に登場。
主人公のバトルナイザーを狙うヒッポリト星人が操る。ヒッポリト星人のカプセルから出現し、主人公たちに襲い掛かるが、バトルナイザーの怪獣に倒される。漫画『大怪獣バトル ウルトラアドベンチャー』や拡張シートのストーリーではこの役割はベムラーに代わられている。
ステータスはディフェンスが高いが、それ以外のステータスは低め。必殺技は劇中使用した雷属性の攻撃「大破壊光弾」、IIが使用した「火炎破壊弾」、固い装甲で敵を連続で殴る「アーマードラッシュ」。

## 怪宇宙人 ヒマラ
第12話「怪盗ヒマラ」に登場。
欲望のままに宇宙をさすらい、独特の美意識を持ち、自身の美しいと思ったものを盗んでいく神出鬼没の怪盗を自任する宇宙人。侵略行為については「野蛮」と思っているため侵略の意志はないが、赤いセロハンのようなものを使って美しいと思った「夕焼けの街」をワンブロック丸ごと盗む。普段は等身大の姿でマントを着けているが、巨大化すると姿が微妙に異なる。自身の体内に異空間ヒマラワールドを作り出し、テレポーテーションを駆使するが、盗み専門のため戦闘能力は限られ、額部から発射する赤いテレポート光線は時間がかかるため隙が大きく、青い電撃光線の威力はきわめて貧弱である。接近戦ではパンチ技を使用する。給水塔にカモフラージュした宇宙ロケット兼アジトを使用する。盗んだ街は縮小し、ジオラマのようにして引き出しの付いた箱に保管する。ヒマラワールドには『80日間世界一周』の気球や信楽焼の狸、モアイ像などが乱立している。また、内部では時が止まっているため夕焼けが沈むこともなければ空の雲も全く動かないが、風だけは吹いている。しかも、中に乱立している物は時折、話し声、鳴き声、笑い声を出し、無線通信すら使えない。最後はダイナにアッパーカットで殴り飛ばされ、逃走用のロケットで宇宙へ帰る。
- 声：青野武
- スーツアクター：金塚裕（人間大）、三村幸司（巨大）[出典 10]
- 脚本の太田愛は怪人二十面相をイメージソースとしている[9]。デザインを担当した丸山浩はアルセーヌ・ルパンをモデルとしており[1]、頭部はルパンの帽子を落とし込んでいる[28][10]。当初は、トランプのマークを入れる予定だったが、腹部のスペード模様だけとなった[28][10]。
- 脚本では巨大化してからは強いという想定であった[9]。
- 『ウルトラマンボーイのウルころ』第130話「ヒマラの砂時計の巻」に巨大化時の姿で登場。砂時計を使って異空間を作り出してダイナを圧倒するが、砂時計の砂が尽きると退散する。
- 『ウルトラヒーローズEXPO2022 サマーフェスティバル ボイスドラマ』第1話「叫びの壺」に登場。声は八塚竜也。イグニスとはお宝を巡ってかつて幾度も遭遇した旧知の仲であり、叫びの壺を探しに来たトリガーダーク姿のイグニスと再会する[62][リンク切れ]。

## 知略宇宙人 ミジー星人
第13話「怪獣工場」、第30話「侵略の脚本」とビデオ版『ウルトラマンダイナ 帰ってきたハネジロー』に登場。
地球侵略のためミジー星からやってきた秘密工作員。ミジー・ドルチェンコ、ミジー・ウドチェンコ、ミジー・カマチェンコの三人組で、それぞれ地球人に変身している。ドルチェンコがリーダー格である。蜘蛛型のUFOを所有している。
ビーム弾を放つ銃を所持しており、他にもドルチェンコのみ両手から電撃を繰り出すこともでき、落雷の直撃を受けても何とか戦える。かなり間が抜けており、くしゃみをした時など油断すると自らの意思にかかわらず本来の宇宙人の顔になる。自らの意思で本来の姿に戻る際は、一丁締めを行う。正体を現したときの顔は3人とも同じだが、着ている服で見分けることができる。さらに、実は意外と分析能力に長けているらしく、『ウルトラマンダイナ 帰ってきたハネジロー』ではワンゼットに対して「エネルギーを増幅させるシステムを持っているのではないか？」や「レーザーやミサイルも通用しない強固な装甲を誇る」という分析をしている。また、地球の太陽（主に朝陽と夕陽）がとても気に入ったらしく、それに関しての口上がとても長かったせいで、せっかく拉致したタケシ少年やアスカをみすみす逃がしてしまった挙句、反撃の際にウドチェンコとカマチェンコが撃ったビーム弾が原因でカモフラージュとして使用していた防御シールドが破壊され、それによって怪獣工場の存在がスーパーGUTSに知られてしまう。最初に登場したときは、「ピコポン玩具製作所」という工場を隠れ蓑に侵略兵器ガラオンを組み立てるなどいかにも凶悪な宇宙人を思わせる行動をとるが、前述のような間の抜けた性格であるためにあえなく失敗する。
その後、前述の失敗が原因でミジー星の周囲からは見捨てられてしまったらしく、2度目の登場時はガラオン再建のためウドチェンコはレンタルビデオ屋、カマチェンコがオカマバーでアルバイトをして資金を稼いでいる。この時既にドルチェンコ以外の2人は、侵略をあきらめて地球に永住しようと考えるようになっていたが結局諦めず、借りている渋谷のアパートの隣に住む脚本家のミカミ・ヒデオを騙して再び侵略行為に乗り出すが、またしても失敗した挙句にガラオンはダイナによって破壊された。のちに、ミカミの実体験を基にしたストーリーに宇宙人役で出演することになったが、撮影直後に風で舞った埃によるクシャミで正体が露見してしまい、周りのスタッフや自分たちが悲鳴を上げるところで話を締める。
『ウルトラマンダイナ 帰ってきたハネジロー』における再々登場時は、彼ら3人が宇宙人であることがとても大々的に、なおかつ、いかにも事件の元凶である凶悪な宇宙人かのように過大にニュース報道されてアパートと職を失い、野宿する羽目になったりする。挙句の果てに指名手配されてTPCに協力することを条件に釈放され、強制的にスーパーGUTSにワンゼット迎撃に協力させられる。ワンゼットがダイナに倒されると、TPC一般隊員たちに追われどこかに逃亡する。
- 出演：桜金造（ドルチェンコ）、佐藤信一（ウドチェンコ）、中嶋修（カマチェンコ）
- 名前の由来は「地味」を逆さに読んだもの[9]。
- 第30話のプロットでは別の宇宙人が登場する予定であった[9]。
- デザインの基となった怪獣は『ティガ』のころに描いていたものを手直ししたものの流用で、豚鼻を付けることで情けない顔にしている[出典 60]。
- 着ぐるみは『ブースカ! ブースカ!!』第37話「さよなら夢町」の宇宙武器商会の異星人に流用された。
- 『テレビマガジン特別編集ウルトラマンダイナ』にミジー星人を題材とした短編小説「ある宇宙人のインタビュー」（著：川上英幸）が掲載された。それによると地球侵略の目的は「リゾート地としての植民地が欲しかった」からとのこと[67]。
- 第13話や第30話で監督・特技監督を担当した北浦嗣巳は、ドルチェンコを演じた桜が役柄をとても気に入り、第30話の撮影終了時には「今度は『在日宇宙人としてダイナに協力する』話をやってみたい」と語っていたことを証言している[65][66]。
- 第13話や第30話で脚本を執筆した川上英幸は、自身の『ダイナ』における脚本担当回で最も難しかった回として第30話を挙げており、その理由として「第13話の段階で監督の北浦がミジー星人の性格を膨らませていったのに対し、続編では最初の段階からその設定で脚本を書かなければいけなかったため」といった理由を挙げている[48][47]。
- 『帰ってきたハネジロー』では、監督の原田昌樹によるプロットではハネジローを中心とした物語であったが、脚本を担当した川上英幸はハネジローをドラマの中心で動かすのは難しいと判断し、ミジー星人をもう一方の主役として設定した[51]。

## 三面ロボ頭獣 ガラオン
第13話「怪獣工場」、第30話「侵略の脚本」に登場。
ミジー星人の特殊戦闘用メカニックモンスター。ミジー星人3人が搭乗して操縦する。操縦方法は天井から垂れ下がった紐を引くというものであり、怒り顔の口からは時々蒸気が噴出する。動力源は電気エネルギー。
本来は身長400メートルのロボットとしてピコポン玩具製作所で製造されていたが、工場をタケシ少年やスーパーGUTSに発見されたため頭部しか完成していない状態で出撃する。怒り顔・泣き顔・笑い顔の三つの顔を持ち、怒り顔からは赤い破壊光線、泣き顔からは青い破壊光線、笑い顔からは黄色い破壊光線と笑気ガスを放射する。特に笑い顔の笑気ガスは強力で、ダイナすら笑い転げる。両腕両足をボディに収納した状態で空中に浮かび上がり、独楽のように高速回転しながら前述の三原色の破壊光線を連射することも可能。また、上空からの踏み付け攻撃や猛スピードで繰り出す突進攻撃も行う。1度目は破壊光線や笑気ガス、突進攻撃でダイナを倒そうとするも、ミラクルタイプのウルトラマジックで現れた分身を見抜けず完全に翻弄される。その後は両腕と両足をボディに収納し空中に浮かびながら高速回転して破壊光線を連射するも全て外れ、ハンドシューターでダメージを受けてどこかへ逃走する。
2度目は故障部分が修理され、燃料切れの状態で奥秩父山中に隠されていたが、自身のホログラムを空中に投影させたり、笑気ガスを発射したりすることはできるようであり、三上の脱稿した脚本を元にホログラムでα号とγ号を同士討ちさせた上、β号のコウダ、ナカジマ、カリヤを笑気ガスで爆笑させてから捕らえて人質にしTPCに大量の電気エネルギーを放電するように要求する予定だったが、実際の戦闘では投影していたホログラムが若干乱れていたためアスカに見抜かれ、一時はスーパーGUTSに一方的に攻められる。しかし、偶然発生した暗雲から生じた落雷によって電気エネルギーが満タンになり、再起動する。ダイナとの再戦においては、三上の脚本では当初前述の人質で手が出せないダイナを一方的に攻め立てて倒す予定だったが、前述のミスにより真っ向から挑むことになる。結果として高速回転による破壊光線の連続使用でシナリオの展開通りダイナをノックダウンするも、突進攻撃で止めを刺そうとした寸前に、満タンになったエネルギーが底をつき、無防備になったところをソルジェント光線で完全に破壊される。スーパーGUTSのメンバーたちはミジー星人らが死亡したと見なしているが、本人らはなんとか脱出に成功している。
- スーツアクター：三村幸司[出典 10]
- 第30話での三上の脚本の中では、虫取り網のような形状で、航空機などを捕まえて乗員を人質にすることができ、捕まっている間は脱出装置も作動しなくなる「捕獲レーザー」という装備を使うが、実際の映像では使っていない。
- 劇中のドルチェンコからは「特殊戦闘用メカニックモンスター」、タケシ少年からは「怪獣」と呼ばれている。
- 当初は一般的な怪獣ロボットと想定されていたが、企画の笈田雅人からの提案により完成作品での形状となった[9]。また、脚本段階では「イースター島の石像をイメージした顔」という設定になっていたが、監督・特技監督の北浦嗣巳は「それでは表情が少ないだろう」と考え、「3つの顔」という設定とした[65][66]。
- 監督・特技監督を担当した北浦によれば、笑気ガス攻撃によってダイナが笑い転げるシーンは、スタッフからは「ウルトラマン史上最悪の絵面」とかなり不評であったという[65][66]。
- デザインは丸山浩による[61]。デザインイメージは歌舞伎[1]。ラフスケッチではモアイ像のようなものもあった[28][10]。完成体は徹底的にかっこ悪く描いている[28][10]。
- 造形物はスーツのほか、飛行人形が用意された[8]。
- 『ウルトラ怪獣擬人化計画』にて擬人化された。

### 特殊戦闘用メカニックモンスター コガラオン
第30話「侵略の脚本」に登場。
ダイナに敗北したミジー星人たちが新たに開発した侵略ロボット兵器。しかし予算が少ないためサイズが小さくなり、しかも起動スイッチを押したあとで13秒でメカがショートしてすぐに動作不能となる。頭部はその後ミジー・ドルチェンコに抱き枕代わりに利用される。

### 特殊戦闘用超小型メカニックモンスター ぽちガラオン
オリジナルビデオ『ウルトラマンダイナ 帰ってきたハネジロー』に登場。
コガラオンの後に開発された侵略ロボット兵器で、予算不足のためにさらに超小型（数センチ単位）になっている。ボディの両脇にハネジローが咥えるためのフック状の金具が付いている。初登場時ではミジー・ドルチェンコに特殊戦闘用最新メカニックモンスターぽちガラオンと呼ばれる。ラーメン丼に簡単に入ってしまうほど小さい。
デハドー星人の侵略兵器ワンゼットに対抗するため、TPCに協力することを条件に釈放されたミジー星人が、ワンゼットの指揮系統を破壊するために改造し、ミジー星人の遠隔操作で、ハネジローの運送によりワンゼットの頭部から体内に侵入して中枢で指揮系統を担っていたアンドロイドを破壊する。その後、自身がワンゼットの指揮系統を掌握してダイナと戦うも結局制御しきれず、最後はワンゼットもろともレボリュームウェーブ アタックバージョンに巻き込まれて消滅する。
- スーツアクター：森英二[72]
- 着ぐるみはテレビ版のガラオンの改造[72]。そのほか、実物大のミニチュアも用いられた[72]。

## 宇宙帝王 ヌアザ星人イシリス
第14話「月に眠る覇王」に登場。
12億年前に爆発したヌアザ星の王。自らを「あまねく星々の頂点に立つ宇宙の王」と称する。月の裏側の古代遺跡（王家の谷）の棺に埋葬されてミイラ化していたが、魂はまだ生きており、超能力と意識を有していた。調査のために遺跡に赴き亡骸が収められた石櫃を開けたカリヤにその魂が憑依して地球に来襲するが、カリヤに同行していた調査クルーに憑依したかつてイシリスを封印した戦士たちの魂の妨害によって正体が露見し離脱。TPCの施設を利用して古代遺跡にある重力発生装置を復活させて重くさせた月の地球落下を目論み、玄室にあったヌアザ神の巨大神像に宿って復活を果たす。遺跡破壊のために出動したα号とγ号を一蹴し、ダイナと交戦する。人間の精神を操る超能力があり、これで貨物検査による検問を突破する。また、飛行能力も持つ。本体のミイラの心臓に魔剣を突き刺さないと倒せず、両手の掌から放つ赤色破壊光弾などでダイナを圧倒する。最期は弱点を付かれてカリヤの手で本体の心臓に魔剣を突き刺され、弱体化したところにダイナのストロングパンチが直撃して敗れる。同時に古代遺跡（王家の谷）もイシリスの死と共に大爆発を起こし、消滅する。
第46話では、黒い宇宙植物の作り出した謎の怪獣軍団として登場している。
- スーツアクター：三宅敏夫[出典 10]
- 石棺の中に本体がいるという設定は、『ウルトラセブン』のワイアール星人から着想している[9]。
- デザインは丸山浩による[61]。

## 諜報宇宙人 クレア星雲人シオン
第15話「優しい標的」に登場。
墜落した宇宙船からTPCに救出された地球侵略を目論む宇宙スパイで、TPCに潜入するために傷付いて遭難した友好的な調査員のふりをする。地球人を操る緑の石を所持しており、その石を受け取った相手を自在に操ることができる。自分に好意を持ったマイを言葉巧みにたぶらかしてTPCの機密データを入手しようとするが失敗し、ギャンザーでTPC本部を攻撃する。最期は乙女の純情な心を踏みにじったとして、リョウの駆るγ号に宇宙船もろとも誘導ミサイルで撃墜された。
事件後、リョウは事情を知らないマイに「シオンはマイのおかげで無事、任務を終えて母星へ帰還した」という嘘を告げた。
- 出演：宍戸マサル
- 書籍『ウルトラマン画報 下巻』ではクレア星人シオンと記述している[3]。
- 当初は改造することを前提にウエットスーツの宇宙人にしていた[28][10]。

## 尖兵怪獣 ギャンザー
第15話「優しい標的」に登場。
クレア星雲人シオンが放つ地球外の特殊な電磁波で操られる怪獣。電磁波の力でどこでも出現することができ、右腕の先端から電気ムチを伸ばし、目と右手の先からは破壊光弾を放つ。初めはポイントF7に現れ、イーグルからの電磁ネットで動きを封じられるが、シオンに回収されテレポートで脱出。次にグランドームのすぐ近くに現れ、出撃したα号とβ号と交戦。β号に右手首の先端部分を切断されるが、α号を撃墜。ダイナとの戦闘では開始早々フラッシュチョップで切断された先端部分なしの触手で攻撃に出た後に光弾を乱射して、周辺を火の海にする。しかし続けて放った光弾がダイナのウルトラバリヤーで全てはじき返されて自分に当たり、劣勢に陥る。最後はソルジェント光線で倒され、山火事もダイナ・フラッシュタイプのウルトラ水流で消し止められる。
第46話では、黒い宇宙植物の作り出した謎の怪獣軍団として登場している。
- スーツアクター：三村幸司[出典 10]
- デザインは丸山浩による[35]。デザインイメージは、海岸に落ちている砕けた貝殻の集合体[28][10]。
- 『ウルトラマンフェスティバル'98』ライブステージ第2部に登場。グランスフィアの配下。

## ハイパークローン怪獣 ネオザルス
第16話「激闘! 怪獣島」に登場。
ザリーナ地帯の無人島の地下に眠っていた怪獣をTPC生物工学研究所のオオトモ博士が捕獲し、様々な怪獣の遺伝子を組み込んで改造したもの。胸から放って体温感知で敵を追尾する、ホーミングビームを武器に持つ。尻尾も強力な武器であり、クローンシルバゴンとの戦いでは互いの尻尾を絡ませた綱引きのような勝負を繰り広げるうえ、フラッシュタイプはおろかストロングタイプのダイナをも一旦は力負けさせるほどである。
非常に凶暴で人間の手に負えないため、人間に従順になるようにハネジローの知的遺伝子を組み込む予定だったが、その前にアスカの乗るガッツイーグルα号の攻撃で研究設備が破壊されたうえ、暴れだしたクローンシルバゴンを抑えるために出撃させられる。前述の強さでクローンシルバゴンを倒すが、その直後に暴走してオオトモ博士を踏みつぶす。ダイナとの戦闘では、ホーミングビームの特性を逆利用され、自分の尻尾をビームで切断してしまう。それでもビームを撃とうとするが、今度はストロングタイプのガルネイトボンバー・シューティングバージョンで押し返され、胴体を大きく貫かれて爆死する。
- スーツアクター：三宅敏夫[出典 10]
- デザインは丸山浩による[35]。トゲのイメージは、燃えるような炎[28][10]。
- 着ぐるみはデキサドルの改造[8][35]。
- 第16話の脚本を担当した川上英幸によれば、同話のモチーフはレッドキングなどが登場する『ウルトラマン』第8話「怪獣無法地帯」[74][9]。
- デザインは監督の村石宏實の要望により、派手な配色とされた[1]。
- 2022年には、講談社のウェブサイト「TELEMAGA.net」にて「『ウルトラマンデッカー』第10話「人と怪獣」に登場する新創獣ネオメガスのルーツともいえる怪獣」として紹介されている[75]。

## 剛力怪獣 クローンシルバゴン
第16話「激闘! 怪獣島」に登場。
オオトモ博士が人間に役立つようにクローン技術で製作したクローン怪獣の1体で、『ウルトラマンティガ』に登場したシルバゴンのクローン。初代は動いているものしか見ることができなかったが、動いていないものでもはっきり見えるよう動体視力が矯正されており、敵を倒すとドラミングをする性質も受け継いでいる。また角と体の溝が青くなり、体が一回り大きくなっている。クローンシルドロンを倒して暴れ出した後、スーパーGUTSのブレイクシューターによる攻撃で退けられる。その後はネオザルスにジャイアントスウィングで研究所の方向へ投げ飛ばされ、ホーミング光線で倒される。
- スーツアクター：三村幸司[出典 76]
- 着ぐるみは既存の物を改修し、体色の赤い部分を青く塗りなおして使用している[出典 77]。
- シルバゴンとシルドロンを同時に登場させることについて名前が似通っているという懸念もあったが、有り物の都合とシルドロンをもう一度登場させようという意図から両者の登場が決定された[83]。

## 幽霊船怪獣 ゾンバイユ
第17話「幽霊宇宙船」に登場。
生物のプラズマエネルギーを食糧にしている宇宙怪獣。シルバック星人の宇宙船に乗り移っており、普段は幽霊船の形状で空間浮遊している。自身の体内にあるシルバック星人の航海日誌によると、「数多の美しい星団から魂を貪り尽くし、宇宙に死を広げる伝説の怪獣」と表記されているが、それは決して過言でも嘘でもなく、本体下部から生物のプラズマを分離吸収する怪光線を放ち、これを浴びた者は身体が黒く変色して仮死状態となって倒れる。そのためこの怪獣が通り過ぎた街は瞬く間にゴーストタウンと化す。身体を粒子状に変えての瞬間移動能力、分身能力、目から放つ金縛り光線や八つ裂き光線でダイナを苦戦させるが、最期はプラズマ・エネルギーを叩き込まれて消滅する。
- スーツアクター：三村幸司、三宅敏夫[出典 10]
- デザインは、寺井雄二が描いた宇宙船を、橋爪謙始が怪獣にアレンジした[出典 80]。スーツは中に2人が前後で入る構造である[8][87]。
- 監督の石井てるよしは、予算が多ければゾンバイユ内部のセットをもっと大掛かりなものにしたかったことを語っている[9]。

## ゾンビ怪人 シルバック星人
第17話「幽霊宇宙船」に登場。
シルバック暦74602に外宇宙にあるシルバック星から出航し、ジャナルンバ星に向かって旅をしている途中でゾンバイユに宇宙船を乗っ取られ、自身もゾンビ状態になってゾンバイユに操られた乗組員。口から放射する青黒い怪光線でゾンバイユの胎内に迷い込んできた生物の魂（プラズマエネルギー）を抜き取る。ゾンバイユの怪光線同様、これを浴びた者は身体が黒く変色して倒れるが、アスカには完全に作用しない。アスカとコウダにガッツブラスターノーマルモードの光弾で撃たれても、後ろに多少後退するだけでほとんど効果がないが、ダイナの光線には耐え切れず、ビームスライサーを受けて消滅する。
- 声：佐藤正治
- スーツアクター：森英二[出典 10]

## 大魔獣 ビシュメル
第18話「闇を呼ぶ少女たち」に登場。
聖南女子学園の生徒が黒魔術の儀式で呼び出した悪意に満ちた異次元生命エネルギー体。彼女らからはシジルさんと呼ばれ、普段は聖南女子学園の学園長の姿を隠れ蓑にしている。昔から人間が「悪魔」という概念で呼んでいた生物であるらしい。エリカら4人に黒魔術を授けた張本人でもある。この怪獣が引き起こした人間消失事件が発生した場所には必ず割れた鏡があり、その場所を線で結んでいくとペンタグラム（悪魔を呼び出すための図形）の形になる。戦力は口からの高熱火炎放射と魔力で呼んだ稲妻を両腕の爪の先から放出する電撃。さらに、念動力を使ってその辺から引き抜いた数本の街灯を飛ばして攻撃することも可能。口から放つガスで人間の魂を吸収することでその力が高まるらしいが、その超能力による吸引力は極めて強力であり、車一台を簡単に引き寄せることができる。世界を恐怖と絶望で塗り込めることが目的。ダイナ・ミラクルタイプと「超能力対魔力」の合戦を繰り広げ、取り込んだ人間の姿を見せて手を出せないようにしダイナを追い詰めるが、自らを呼び出した少女らに力の源の魔法陣を封じられて人質を解放され、レボリウムウェーブ アタックバージョンを受けて消滅する。
第46話では、黒い宇宙植物の作り出した謎の怪獣軍団として登場している。
- 声：佐藤正治
- 人間体（学園長）：津島令子
- スーツアクター：三宅敏夫[出典 10]
- デザインは丸山浩による[87]。デザインイメージは悪魔で、胸や手足から垂れ下がった毛や、頭部の大きさによって人型を消している[28][10]。

## 凶獣 姑獲鳥
第19話「夢幻の鳥」に登場。
中国で太古から「不吉な鳥」として語り継がれ、人の死や国の滅亡を予言するといわれる不吉の象徴とされる妖怪的怪獣。見た目は人間の姿をした鳥だが、鳥のような形をした頭部の中に人間の女性のような顔を持っている奇怪な姿をしている。その伝承の通り不吉な予言を告げ、不気味な笑い声を出す。その正体は電離層に住む悪意を持ったプラズマ生物。『ウルトラマンティガ』でガゾートIIも現れた宇宙発電所の超電導リングを襲撃する。電気エネルギーを自らのエネルギーに変えるプラズマの塊であるため、ビーム攻撃を吸収して無効化することができる。ガッツイーグルα号、γ号と交戦した際は、ナカジマの提案したアンチプラズマ弾を受け一時撤退。その次の登場ではアンチプラズマ弾はおろかダイナのソルジェント光線をも吸収。両手からプラズマエネルギー光弾や全身から発生させた雷を放出したりと善戦するが、ダイナ・ミラクルタイプのネイチャーコントロールで放った落雷を吸収されてエネルギーに変えられ、最後はレボリウムウェーブ アタックバージョンに敗れる。
前述のプラズマエネルギー光弾の威力は極めて強力であり、マシン・ゼレットのバリヤーで防がれても持ち前のプラズマの影響で行動不能に陥らせるほど強い。また、アスカのガッツイーグルα号が偵察に向かった際は、そのすれ違いざまに地震によるプラズマエネルギーを吸収するために、普段隕石孔周辺や断層沿いにあるはずの地震で岩盤がずれた際に摩擦熱で生じる「地震の化石」とも呼ばれるシュードタキライトを振り撒く（鳥や人間で言えば、食事の後の食べ腐しか、あるいは用済みのごみに近い）。
第46話では、黒い宇宙植物の作り出した謎の怪獣軍団として登場している。
- スーツアクター：三宅敏夫[出典 10]
- 声：河島順子[37]
- 妖怪の姑獲鳥（うぶめ）については姑獲鳥を参照。
- 電離層に住む生物であるが、『ウルトラマンティガ』に登場したクリッターとは別種の存在である。打ち合わせ段階ではガゾートIIIを登場させるという案も存在したが、クリッターが既に地球を去っているため再登場は難しいと判断され見送られた[9]。
- タイトルでは「コカクチョウ」とクレジットされている。
- 造形物はスーツのほか、飛行人形が用意された[8]。
- デザインは丸山浩による[88]。口の中には日本人形の顔をデザインしている[28][10]。

## 瑠璃色宇宙人 ラセスタ星人
第20話「少年宇宙人」に登場。
ラセスタ周期で5歳の少年。昆虫のホタルに似た体を持ち、背中から展開させた巨大な羽で光の粒子を撒き散らしながら空を飛ぶ。母星であるケリガン星系の惑星ラセスタが氷河期を迎えたことにより、幼いころに親とともに地球に移住し、地球周期で10歳の少年・岸 悟（）として自分が異星人だと知らずに生活していた。変身能力を持つラセスタ星人は5歳（地球周期では10歳）を過ぎると元の姿に戻れなくなる。しかし、ラセスタが惑星ビビドラに吸収されて消滅したため、かつて祖先が交わした約束の元、母親から真実を告げられて仲間の待つトナカイ座イリスへと向かうことになる。その正体を知って彼を応援していた親友のみのっちとたっちゃんに見送られつつ旅立ちの夜に星人に変身し、巨大化して宇宙に出ようとするも、空が飛べずもたついているところをスーパーGUTSに侵略者と誤認されて攻撃されるが、ダイナに励まされて宇宙に飛び立つ。
戦力は特に持たないが、テレパシー能力や超伝導研究所の建物の瓦礫の破片を投げ付ける程度の物理的な戦術を持つ。
- 演（岸悟）：崎本大海
- スーツアクター：三村幸司[出典 10]
- デザインは丸山浩による[87]。
- 崎本大海の起用は、第20話の脚本を担当した太田愛が崎本の出演作を見て配役を希望したことによる[90]。
- 書籍によっては、人間大時の名称を中間体[91][6]と記載している。
- 『ウルトラマンフェスティバル'99』のライブステージ第1部に登場。

## 超高熱怪獣 ソドム
第21話「発熱怪獣3000度」に登場。
ニューギニアの火山地帯に棲む超高温の体熱を持つ神獣。口から高熱火炎を吐き、現地の伝説では火山の噴火から人々を救う火の神の使いと言われている。火山地帯の変成岩が好物で、変成岩を食べることで穴があき、そこにマグマが流れることで火山の圧力が下がることで噴火を抑える作用があり、それが人々を救う神の使いと言われる由縁である。
TPC本部基地の地下シャフトに取り付いて、真冬にもかかわらず本部内が空調も効かない36度以上もの室温になる酷暑をもたらす。火山国・日本の地層を夢中になって食べているうちに地表付近まで出てきて、TPC本部に突っ込む。その際に地表の低い気温のせいで風邪を引いて体温が上昇し、通常2500度ほどの体温が体温を下げようとしたスーパーGUTSの冷却作戦で逆に風邪を悪化させて3000度まで上昇する。変身したダイナもその体温でまともに触れることが出来なかったが最後はミラクルタイプのミラクルリフティングウェーブで火口へ運ばれ地中へと帰っていった。
その後、基地内の気温も元に戻ったが、今度は急激な温度変化に隊員が対応できず、スーパーGUTSのメンバー全員が風邪をひくという結末となる。
- スーツアクター：三村幸司[出典 10]
- 造形物はスーツのほか、ミニチュアが用意された[8]。
- 第21話の監督・特技監督を担当した北浦嗣巳は、ソドムの設定や第21話の展開に関して「『地球環境の変化によって地上に現れた怪獣』の設定を、ハードな展開で扱うのは果たして良いのか」という意見があったのを参考に、全体的にコミカルな面を付け足していったことを証言している[65][66]。
- デザインは丸山浩による[88]。全身のデザインイメージは、マグマの塊で発光しているもの[28][10]。

## 妖獣 モズイ
第22話「ツクヨの兵士」に登場。
4世紀前半ごろに存在した人の恐怖心を常食とする魔物で、「ツクヨの兵士」の護り神だと信じられていた。兵士たちはモズイの住むツクヨの泉に石を落として恐怖心を喰らわせることで、恐れることなく戦で勝ち続けていたが、恐怖を捨て去るということは人間らしい感情を捨てて破壊の権化となることを意味し、またモズイは月がツクヨの泉に映ると巨大な魔物の姿で現れるため、やがてツクヨの兵士たちによって青銅盤に封印された。そして現代になって鏡が発掘され、その鏡面に月の光を浴びたことで復活。さらにツクヨの泉自体は埋め立てられていたが、その上に建てられた高層ビルの窓ガラスに月が映ったことで実体化する。この場合の「泉」というのは実際の水ではなく「姿を映す物」（つまり現代でいう「鏡」）のことを表す。口からかつて供えられた恐れの石を機関銃のように大量に吐き出す。月が出ている間だけしか行動できず、月が消えると鏡面に逃げ込む。黒い霧状に変化しての体当たりと怪力でダイナを苦しめるが、リョウのXXバズーカの攻撃を受けてダメージを負い、月が雲に隠れてさらに弱体化したところにソルジェント光線を受けて敗れた。
第46話では、黒い宇宙植物の作り出した謎の怪獣軍団として登場している。
- スーツアクター：三宅敏夫[出典 10]
- デザインは丸山浩による[88]。デザインモチーフは遮光器土偶[出典 94]。

## 深海竜 ディプラス
第23話「夢のとりで」に登場。
深海に生息する触角の生えた海蛇に似た怪獣。TPC海底研究基地トライトンJIIやガッツマリンの発生させる耐圧シールドに反応し、それを発する物体に攻撃を仕掛けてくる習性を持つ。武器は頭部の発光触角から放つ赤色破壊光線と電撃、長い体での絞め付け攻撃。さらにフラッシュ光弾やガッツマリンのハイパワーブルーレーザーなどの光線を吸収し触角からの光線を強化して相手に打ち返すことも可能。一度ガッツマリンのブレイクシャークによって生じた落盤で押し潰されるが、トライトンJIIの耐圧シールドが復活すると同時に活動を再開。水中戦に慣れないダイナをノックダウンさせるが、ガッツマリンのブレイクシャークによる総攻撃で触角を破壊され、怒って襲い掛かろうとしたところにソルジェント光線を受けて倒される。
- 着ぐるみではなく、操演によって撮影された[9]。特技監督の佐川和夫は、リアルさを出すために撮影に時間がかかったことを証言している[出典 97]。
- デザインは丸山浩による[92]。デザインモチーフはエイだが、魚系やサメ系の案もあった[28][10]。額の提灯はアンコウをイメージしている[28][10]。

## 吸血生命体 マリキュラ
第24話「湖の吸血鬼」に登場。
束良湖に降り注いだ宇宙線の影響で小生物の遺伝子が狂って突然変異したマリモを青くしたような動物。その正体はヒトデのような姿をしており、全身を丸めてマリモのようなボール状になって移動する。マリモ状態の時は湖周辺の人々から可愛い植物に間違えられるが、実態は生き血を常食とする吸血生物で束良湖周辺の人間に吸血行為を行って殺害した。スーパーGUTSに発見された後、湖から聞こえる謎の歌声に導かれて多数が一箇所に集合して、巨大な姿に怪獣化する。体の中央部にある口でレーザー攻撃を吸収することができ、さらにそこから腐蝕性のガスや火球を発射する。両手先の伸縮自在の触手での電流攻撃でダイナを苦しめるが、体内の毒素貯臓器をスーパーGUTSに破壊されたことで形勢は逆転。最期は自ら吐いた火球をガルネイトボンバーで撃ち返されて倒される。
- スーツアクター：三村幸司[出典 10]
- 設定などは、脚本を担当した川上英幸が「琵琶湖にて球状ではないマリモが発見された」という内容の新聞記事を読んだことがきっかけで発想された[48][47]。
- 脚本では、完成作品に存在していた「マリキュラの姿になる前に合体し損ねたと思われる一個体がナカジマの乗る車に轢かれる」という件はなかった[17][18]。
- デザインは丸山浩による[92]。初稿の段階でのデザインモチーフはマリモだが、ヒトデの要素を加えている[28][10]。当初の段階では、口の周囲が捲れあがって爪になるというギミックがあった[28][10]。

## 水棲生命体 スヒューム
第25話「移動要塞浮上せず! （前編）」、第26話「移動要塞浮上せず! （後編）」に登場。
南極の海底に出現した高い知性を持つ宇宙生命体。「宇宙で最も優れた知的生命」を自称し、「自分こそ地球の支配者にふさわしい」とも語る一方、人間を「想像していたよりも下等な生き物」、「滅びを繰り返すだけの生物」だと見下している。ハッキング能力を持ち、触手で絡み付くことでコンピュータを支配し操ることができる。人類の宇宙進出を快く思わず、南極の海底基地アイスキャッスルを襲撃し、マイのいないクラーコフNF-3000を水没させると同時にそのコンピューターを乗っ取る。誘導電波を利用し人工太陽試験機NSPカンパネラを南極に誘導し、地球全土を焼き払って水没させ、水の惑星にしようとする。その姿はクラーコフのレーダーでも捉えることができない。またコンピューターから人間の声をコピーすることができ、アイスキャッスルやクラーコフ内の音声データのメモリを読み取り、その読み取った音声データ内の人物の声を使用して人間と会話を行う。劇中ではハラシマ主任、コウダ、ハラシマの娘サオリの声を使用、特にサオリの声を多用する。ディゴンやレイキュバスを使ってダイナとスーパーGUTSを後一歩のところまで追い詰めるが、マイにメインシステムを奪還され、カリヤの放ったクラーコフの熱線を受けて引き剥がされる。ディゴンが全滅しさらにレイキュバスが倒されたことで敗北を悟り逃走するが、ダイナテレポーテーションを使用したダイナ・ミラクルタイプに追いつかれ、ダイナが放ったハンドシューターを受け、すでに自分の行った誘導操作が解除された人工太陽試験機NSPカンパネラの近くへと跳ね飛ばされた後、カンパネラで増幅されたビームスライサーを受けて大爆発する。
- 声：山田千晴
- 当初はディゴンが宇宙人であったが、ストレートすぎるためスヒュームが創作された[9]。当初はスフィア登場編だったため、スフィアを登場させる案もあったが、スフィアをこのエピソードをもって退場させるかどうかで議論となり、スフィアとは別の存在の設定となった[9]。脚本を担当した長谷川は明確な侵略者とすることでスフィアとの差別化を図ったとしているが、資料によってはスフィアに似た行動原理であったことを指摘している[9][5]。
- 着ぐるみや操演ではなく、CGで制作されている。

## 半魚人兵士 ディゴン
第25話「移動要塞浮上せず! （前編）」、第26話「移動要塞浮上せず! （後編）」に登場。
スヒュームに操られる遺伝子改造兵士と思われる小型の怪獣。外見は黄色い目を持った半魚人。知能はあまり高くなく特殊能力もないが、強靱な腕力を持ち集団で戦う。スヒュームが健在する限りいくらでも現れる。その数はガッツブラスターノーマルモードが初めてエネルギー切れになるほど多い。
南極の海底基地アイスキャッスルを破壊しスーパーGUTSの母艦クラーコフNF-3000に潜入して、スーパーGUTSや等身大のダイナと交戦。クラーコフ内に出現した個体はスーパーGUTSとエジリ主任にほとんど倒され、最後の個体もマイに倒される。
第46話では、黒い宇宙植物の作り出した謎の怪獣軍団として登場している。
- スーツアクター：金光大輔、秋草涼、福田和明[出典 10]
- 当初はディゴンが宇宙人であった[9]。
- 着ぐるみは3体用意された[8]。造型はモンスターズとレプリカによる[8]。後に『ウルトラマンガイア』の魚人に改造された[96]。
- デザインは丸山浩による[92]。全身と頭部のフードにヒレを付けている[28][10]。

## 宇宙海獣 レイキュバス
第25話「移動要塞浮上せず! （前編）」、第26話「移動要塞浮上せず! （後編）」に登場。
スヒュームに操られる甲殻類に似た怪獣兵器。硬い体と両腕の大小の鋏が特徴。目が赤い時は南極から成層圏に向けて発進したパッションレッド飛行部隊を狙い撃てるほど射程の長い火炎弾を、青い時はダイナをも完全に氷漬けにする超低温の冷却ガスを吐く。南極の海水温度を上昇させ南極の氷を溶かし、さらにスヒュームを倒そうと現れたダイナを迎え撃ち、冷却ガスで氷漬けにして戦闘不能に追い込む。しかし、駆けつけたヒビキのガッツイーグルβを撃墜しようとした火炎弾を外して氷を溶かし、誤って復活させる。2度目の対決では、すでにエネルギーが底を突きかけているダイナを再び追い詰めるが、ミラクルタイプにチェンジして人工太陽試験機NSPカンパネラの光エネルギーを受けて回復したダイナ・ミラクルタイプのミラクルロケットアタックでダメージを受け、最期はレボリウムウェーブ アタックバージョンを浴びて消滅する。
- スーツアクター：三宅敏夫[出典 10]
- 脚本での名称はブルーザであった[17][18]。
- デザインは丸山浩による[98]。デザインモチーフはカニとエビと貝の集合体で、貝殻の裏側が背中、カニが顔、エビがしっぽを表している[28][10]。足を付けて人型を消している[28][10]。
- 造形物はスーツのほか、ミニチュアが用意された[8]。

### その他の作品に登場するレイキュバス
- 『ウルトラマンフェスティバル'98』ライブステージ第2部に登場。グランスフィアの配下。
- データカードダス『大怪獣ラッシュ ウルトラフロンティア』ではプラズマソウルを取りこんだプラズマ怪獣として2弾から登場。
- 『ウルトラマン フュージョンファイト!』ではオーブリング付きのカードがないが体力がかなり高い。普段は目が赤いが光線技の「冷却ガス」を使う時目が青くなる。必殺技は「ビッグシザークロー」である。
- 『ウルトラマンギンガS』では前半最後を飾る超合体怪獣ファイブキング（SDU）の右腕を構成する。
- 『ウルトラ怪獣擬人化計画』にて擬人化された。
- テレビアニメ『SSSS.GRIDMAN』第3話では、新条アカネの部屋の棚にレイキュバスのフィギュアが飾られている[99][100]。同話でグリッドマンが敗北するという展開からウルトラマンを倒した怪獣でまとめられている[99][100]。

### 『ウルトラマン Fighting Evolution3』に登場するレイキュバス
『ウルトラマン Fighting Evolution3』ウルトラモード「移動要塞浮上せず! 」に登場。
ダイナシナリオ「移動要塞浮上せず! 」のキャラクター怪獣として登場。火炎攻撃、冷気攻撃と状況に応じてダイナを苦しめる。火炎攻撃を発するとイベントが発生し、バトルフィールドが狭くなる。最後はミラクルタイプのレボリウムウェーブ アタックバージョンを浴びて消失するなど、物語に沿った内容となっている。なお、ダイナが海に落ちると氷漬けになり敗北する場面も再現している。特定の条件を満たせばキャラクターとして操作できるようになる。

### 『大怪獣バトル ULTRA MONSTERS』に登場するレイキュバス
『大怪獣バトル ULTRA MONSTERS』第3話「ジェロニモンの恐怖」、EX第13話「暴走四次元エリア」に登場。
ブルトンによって異次元から呼び出された怪獣として登場。超コッヴと共に大阪城に出現し、主人公の怪獣と戦い倒される。だが、その後現れたジェロニモンの蘇生能力により超コッヴと共に復活、再び襲い掛かるが倒される。第13話でもブルトンが呼び出した怪獣としてレッドキングと共に現れるが、こちらもバトルナイザーの怪獣とカネゴンによって倒される。
ステータスはスピードが低いもののそれ以外は高い。必殺技は劇中使用した「冷却ガス」、「火炎弾連打」の他、巨大な鋏で敵を殴る「ハサミでの一撃」という必殺技もある。冷却ガスはNEO第5弾まで永らく冷気属性攻撃最強の必殺技であった。

## 双体宇宙人 チェーン星人
第27話「怪獣ゲーム」に登場。
地球征服のためにやって来た2体の宇宙人で、左右が非対称で性格も正反対となっている。ダイナ打倒の計画方針はそれぞれ交代で担っているらしく、最初はライトが直接アスカを襲撃するが、それが失敗すると次にレフトがデマゴーグを用いた作戦に変更、そしてそれも失敗が決定的になったところで再びライトが計画を引き継ごうとする。最後は二人ともコントロールを離れて暴走したデマゴーグとダイナの戦闘に巻き込まれ、崩れ去るビルもろとも倒される。
- チェーン星人は本来、第27話以降のシリーズを通した敵役として想定されていたが、当初第26話でのエピソードの完結が予定されていたスフィアに関して第27話以降も続投が決まり、チェーン星人は第27話のみの登場となった[9][98]。なお、企画の笈田雅人はこの件に関して「『チェーン星人はもう数回ほど登場する展開にしてみてはどうか』と提案したが、監修の高野宏一に却下された」ことを証言している[102][103]。
- 脚本を担当した吉田伸は小説『二十日鼠と人間』の主人公のような2人組と想定していた[9]。初稿では巨大化する予定であった[9]。
- デザインの基となった怪獣は『ティガ』のころに描いていたものを手直ししたもの[出典 107]。

### チェーン星人レフト
第27話「怪獣ゲーム」に登場。
青い体と知的な言動が特徴。沈着冷静で頭脳明晰。対して右半身が黒い。明智正輝という「キッズコミュニティ」の社長の人間の姿を借り、子供たちが育成させた最強怪獣同士をテレビゲームで対戦させて最強の怪獣を選び抜き、その子供を洗脳して怪獣を実体化させてダイナを倒そうとする。喋る際はライト同様、左側の発光体が点滅する。念力を使うことができ、これで車やエスカレーターを動かしたり、アスカのリーフラッシャーを一時的に強奪したりする。
- 明智正輝：渡洋史
- スーツアクター：関貴之進[出典 10]

### チェーン星人ライト
第27話「怪獣ゲーム」に登場。
赤い体で肉体派で粗暴な言動が特徴。対して左半身が黒い。豪田という人間の姿を借りてレフトと共に行動しているが、頭は悪く、計画を練らずにパトロール中にアスカに正体を見破られて負傷する。「（レフトのような）面倒な手は使わない」と語り、格闘戦を得意とするほか、ガッツブラスター・ノーマルモードの光弾などのエネルギー攻撃を素通りさせることができる。また、これ以外にも壁を通り抜けることも可能。アスカがダイナであることを見抜く。
- 豪田：渡洋史
- スーツアクター：武安剛[出典 10]

## スーパー必殺怪獣 デマゴーグ
第27話「怪獣ゲーム」に登場。
通信テレビゲーム「怪獣コロシアム」に参加する太一少年がプログラムした機械化された恐竜のような姿を持つ怪獣。チェーン星人レフトは「私の頭脳と子どもたちの想像力が作り出し、操る怪獣」で、「最高傑作」と評する。「怪獣コロシアム」の怪獣トーナメントの決勝戦で優勝し、そのデータを元にチェーン星人レフトが実体化させる。チェーン星人に操られた太一少年がゲームのコントローラーで制御する。瞬時に両掌を巨大化させるデマハンドプロテクションでビームスライサーやフラッシュサイクラーやフラッシュ光弾も跳ね返し、鋭い牙で相手に噛付き空中に持ち上げ、怪力の腕で投げ飛ばす。尻尾の先にある針で連続突きを決めるデマゴーグ・スペシャルが得意技。長い尻尾（サタンゴーグテール）は敵を投げ飛ばすことも可能で、最後は相手を吸い込んで呑み込む。これによって倒した相手を喰うことでパワーアップする。また、グロッシーナII同様カンガルーキックも使う。多彩な能力でダイナを苦しめ、ついにはダイナをも吸収しようとするが、スーパーGUTSによって太一少年が解放され、リョウのガッツブラスター・ノーマルモードの攻撃で通信テレビゲーム機がテレビもろとも破壊されたため暴走し、チェーン星人のいたビルを破壊。さらにそのことですべての特殊能力が無効になる。その後ミラクルタイプのレボリウムウェーブ アタックバージョンで倒される。
- スーツアクター：三村幸司[出典 10]
- デザインは丸山浩による[98]。デザインは、監督の児玉高志の要望によりティラノサウルスをモチーフとしており[1]、それに鎧を着せたものとなっているが、ウェポナイザーとは違い、新規造形となっている[28][10]。
- 特技監督の佐川和夫は、デマゴーグの強さを表現するため、ビルを破壊する描写を10倍速で撮影している[9]。

## 巨大猿人 ギガンテス
第28話「猿人の森」に登場。
100万年前に小型猿人によって駆逐されたと言われている大型猿人の最後の生き残り。学名はアウストラロピテクス・ギガンテス。西アジアの森林に生息しているが、ウルトニウム鉱石の開発の邪魔になるとして、メスが捕獲される。
- 特技監督の佐川和夫からの「雪男」という要望により創作された[9]。
- デザインは丸山浩による[70]。
- オス・メスともに表情用の造形物が制作された[8][9]。

### ギガンテス（オス）
第28話「猿人の森」に登場。
アウストラロピテクス・ギガンテスの雄。雌の気を引こうとして雌が好意を抱いたダイナを敵視し、戦いを挑む。ダイナは当初それには気付かなかったが、戦っているうちに気付き、わざと敗北する。雌と仲良くなり、満足して森へ帰ってゆく。
戦力として口から冷凍ガスを吐くことが可能。また、γ号の麻酔弾を素手で簡単に叩き落すこともでき、立ち木を引き抜いて凶器として使うこともある。それ以外にも両足を使った強烈な跳び蹴り攻撃も使う。
- スーツアクター：三宅敏夫[出典 10]

### ギガンテス（メス）
第28話「猿人の森」に登場。
アウストラロピテクス・ギガンテスの雌。自身は穏やかな性質だが、強くてたくましい雄を好んでいる。遭難したアスカを助ける。しかも詫びの印とばかりに立ち木に生えているリンゴをプレゼントする。最後は雄から花束に見立てたTPC特別開発施設の照明灯をプレゼントされて恋愛感情を抱き、雄とともに森へと帰ってゆく。
- スーツアクター：鈴木理香子[出典 10]
- 初期プロットでは、メスは人間のような姿をしているという設定であった[9]。また、脚本段階でのメスはオスと比べて小型であるという設定であった[18]。

## 彗星怪獣 ガイガレード
第29話「運命の光の中で」に登場。
太陽系に接近する直径200キロメートルの彗星に生息していた宇宙怪獣。月より43天文単位の宇宙空間から来たらしい。アスカの乗るプラズマ百式のファイナルメガランチャーによって彗星が爆破されて現れ、付近の小惑星でダイナと対決する。頭部のカッターの切れ味を活かした飛行形態での突進や口から吐く破壊光弾（光球）や両腕の鉤爪が主な武器で、内部がブラックホールのようになっている腹部から隕石弾を飛ばして攻撃することもできる。さらに外皮はダイナの打撃攻撃とフラッシュ光弾を受けても傷つかない強度を持つ。
肉弾戦でダイナを圧倒して追い詰め、さらに両腕の鉤爪で絞め殺そうとするも逆に鉤爪をもがれる。それでもなお腹部からの隕石弾で反撃をしかけるが、その際に開いた腹部にソルジェント光線を撃ち込まれて内部から爆死する。
- スーツアクター：三宅敏夫[出典 10]
- デザインは丸山浩による[70]。
- 着ぐるみの頭部はギャビッシュ中間体の改造[8][70]。制作は円谷プロ造型部による[8]。

### 超合成獣 ネオガイガレード
第50話「最終章II 太陽系消滅」、第51話「最終章III 明日へ…」に登場。
以前ダイナと戦ったガイガレードの同族にスフィアが同化した怪獣。グランスフィアの用心棒的な存在で、最後のスフィア合成獣でもある。ガイガレードとの違いは体表面が網目状になり、胸部の両脇にはスフィアを模した発光体がある点。頭部には三日月状のカッターが生え、右腕が大爪に変化している。
ネオマキシマ砲でグランスフィアを攻撃しようとしたスーパーGUTSを妨害するために出現し、迎撃作戦の最前線となったガニメデでダイナと激突する。戦力は両腕を左右に広げて発生させたエネルギーを口に送り込んでから放つ赤色破壊光線と、右腕の大爪から放つカッター状の追尾式光線。また、ネオジオモス以上の防御力を持つ円状の赤色亜空間バリヤーを展開することも可能で、一度はこれでガッツイーグルの攻撃やガッツシャドーの偏曲マキシマビームはおろか、ダイナのビームスライサーやソルジェント光線すら防ぐ。さらにスフィアとの融合で知性も向上しており、リョウの乗ったガッツシャドーを脱着可能の左手の鉤爪で捕らえて人質にするなど、ずる賢い面を持つ。しかし、怒りに燃えるダイナに亜空間バリヤーをパンチで破壊されてリョウを救出され、その隙を突かれグランスフィア目掛けてクラーコフから発射されたネオマキシマ砲の直撃を受けて消滅する。
- スーツアクター：三村幸司[出典 10]
- 着ぐるみはガイガレードの改造で、円谷プロ造型部により現場で改修された[8][12]。
- 『ウルトラマンフェスティバル'99』ライブステージ第1部にて、ゼルガノイドとタッグで登場。ウルトラマンガイアと戦う。ここでは根源的破滅招来体の配下となっている。

## 宇宙格闘士 グレゴール人
第31話「死闘！ ダイナVSダイナ」に登場。
宇宙一の格闘家を目指し、ヘラクレス座M-16惑星からダイナに勝利するために地球を訪れると、黒い服を着た人間の姿でアスカの前に現れ、宣戦布告する。侵略の意思はなく、侵略者だと誤解されないためにニセウルトラマンダイナに変身し、自ら連れてきたモンスアーガーIIを倒すというデモンストレーションを行う。戦い方は本物とは異なり余裕を持ったもので、ナツミには「強さを自慢する戦い方」と評される。人間大でもアスカを終始圧倒する戦闘能力を発揮している。
モンスアーガーIIとの戦いではフラッシュタイプ、本物のダイナとの戦いではミラクルタイプに変身し、R2地区に堅牢な剣状の4本の電磁柱で構成されたリングを出現させた後、中継カメラのような役割を持つ3機のUFOでテレビの映像回線を介し、人類に自身の活躍と本物のダイナを圧倒する様子を見せつけるが、ダイナ ストロングタイプに敗れる。ダイナに自分を殺すよう求めるが断られ、ダイナの強さの秘密が多くの仲間がいることだと悟り、自身の敗北を潔く認めて地球から去っていく。
- 人間体：宮坂ひろし
- スーツアクター：西沢智治[出典 10]
- デザインは丸山浩による[104]。
- 柱は脚本では「石柱」と記述していたが、美術監督の寺井雄二が剣状に造形した[17][18]。

### ニセウルトラマンダイナ
第31話「死闘！ ダイナVSダイナ」に登場。
グレゴール人が変身したダイナの偽者。本物とは違い目の縁が黒くなり、足の爪先が尖っている。自ら連れてきたモンスアーガーIIを倒した後、夕日をバックに本物と戦う。本物と同様にタイプチェンジ能力を持つが変身のたびに姿を変えており、作中ではモンスアーガーIIと戦った際にフラッシュタイプの姿で、本物との決戦の際にミラクルタイプの姿で現れる。ミラクルタイプでは本物と違い金と黒の線が入っており、サイキックパワーも使用しない。ソルジェント光線以上の威力を持つダークソルジェント光線、ダークスラッシュ、ダークバリヤーを使用する。本物のフラッシュタイプの能力を完封し、本物以上の格闘術で一度は圧倒するが、人々の声援を受けた本物のストロングタイプに形勢を逆転され、クロスカウンターパンチを受けてグレゴール人の顔を晒す。
- スーツアクター：清水一彦[出典 10]
- 声：宮坂ひろし
- スーツは新造[8]。後に清水一彦用のウルトラマンダイナ（ミラクルタイプ）に改造された[8]。書籍によっては既存のスーツの改造と記述している[28][10]。
- 『ウルトラマン Fighting Evolution 3』ではウルトラモード「死闘！ ダイナVSダイナ」ならびに「世界10拠点同時侵略指令」に敵として登場。一定の条件を満たすとプレイヤーキャラクターとしても使用可能になる。タイプはミラクルタイプのみ。必殺技はダークソルジェント光線。

### グレゴール人グレース
『ウルトラマンデッカー』第9話「誰がための勇姿」に登場。
作中宇宙で「ヘラクレス座M16惑星から彗星のごとく現れた『鋼の魔人』」と称えられ、一定の知名度をもつ宇宙格闘士。コーナーポストのように4本の剣を突き立てて特設リングを形成し、対戦相手に挑む。原典と同様に侵略の意思はなく、勇ましさも同様であるが、こちらは娘思いの優しい性格となっている。
加齢や長年の無理が祟って体調を崩しており、最後に名を挙げてファイトマネーを稼ぐべく、超古代の光の巨人の話を聞いて物語開始以前に地球を訪れる。しかし、地球が平和になっていたことから目的を失ったうえ、スフィアバリアによって故郷へ帰れなくなった結果、人間態となって地球での不慣れな生活を余儀なくされていた。その後、自らを慕う娘のミカがウルトラマンデッカーとのマッチアップを思いついたことがきっかけでアスミカナタと接点を持ち、まもなく現れたレッドキングを退散させたことでムラホシタイジらGUTS-SELECTの面々にも認知され、訓練を兼ねる形でGUTS-SELECTとの試合に臨む。試合の最中に乱入してきたスフィアレッドキングとの戦いではその撃破に協力したものの無理が高じて体調が悪化し、ムラホシの手配でTPU医療施設に入院する。
- スーツアクター：桑原義樹[56]
- 声・人間態：中村浩二
- マスクとボディスーツは『ダイナ』当時のもの（撮影後はアトラクション用として倉庫の片隅に埋もれていたもの[107]）を補修して用いているほか、マントは『ウルトラマンオーブ』のメフィラス星人ノストラのもの、リングを形成する際に用いる剣は『ウルトラファイトオーブ 親子の力、おかりします!』のジュダ・スペクターのバットキャリバーをそれぞれ流用している[58]。

#### 『ウルトラマンデッカー最終章 旅立ちの彼方へ…』に登場するグレゴール人グレース
映画『ウルトラマンデッカー最終章 旅立ちの彼方へ…』に登場。
プロフェッサー・ギベルスによる危機に際し、メトロン星人ナイゲルと協力してGUTS-SELECTを支援する。
- スーツアクター：桑原義樹
- 声：中村浩二
- グレースとナイゲルの再登場は、「もう一度見たい！」と思ってくれたファンたちへのサプライズとして用意されたものであり、劇場公開まで情報は一切伏せられていた[108]。

## アイドルロボット ラブモス
第32話「歌う探査ロボット」に登場。
正式名称TM-39。新発見された土星の衛星ソルビーノの地質調査に派遣された世界最新の人工知能を持つTPCの探査ロボット。その愛らしい姿形から劇中では人気キャラクターとなっている。ボディ各所にはサインが沢山書かれている。高度な視覚機能、聴覚機能を持っている。ソルビーノで発見した遺跡の上に置いてあった謎の彫像の奏でる歌で暴走し、自身が乗ってきた輸送船を粉砕。その後、TPCに回収されるが、今度はTPC本部のコンピューターを支配し、TPC本部およびグランドーム内にあるあらゆる兵器を取り込んでサタンラブモスに変化する。
暴走状態ではボディのパラボラアンテナのような部分から紫色のリング状の破壊光線を放てるようになっており、これでソルビーノの着陸輸送船を破壊している。
- 声：高戸靖広
- 第31話の時点で劇中のテレビ番組としてラブモス情報が描写されている[9]。

### モンスターマシン サタンラブモス
第32話「歌う探査ロボット」に登場。
暴走したラブモスがTPCの全てのメカを吸収してモンスター化した姿。機械文明を滅ぼすことが目的。スーパーGUTSのもののみならず旧GUTSのメカの姿も見受けられる。左右のメカアームを伸ばして先の手錠形はさみで捕らえ、胸部のガッツディグのドリルで相手の体を貫く。頭部から赤色の熱線と火球、胸部の両脇から緑色のレーザー、両肩のβ号、γ号、腹部の部分からは青色と黄色と紫色の光線を発射し、全身のビーム砲を収束するとソルジェント光線を相殺する威力になる。ヒビキとナカジマの乗る手動式ガッツウイングの攻撃パターンを見切って光線で相殺し、ミラクルタイプの高速移動も計算して捕捉するほどの演算能力を持つ。手錠形はさみのついた左右のメカアームでダイナを捕らえ、前述のガッツディグのドリルでカラータイマーを破壊しようとするが、マイの吹く彫像楽器が発する音で、本来の心を取り戻し、ラブモスに戻る。元に戻った後は自分の過ちを深く謝罪し、自分を破壊するようダイナに頼むが、ダイナは破壊せずに飛び去る。
- スーツアクター：三村幸司、三宅敏夫、西沢智治[出典 10]
- その後のラブモスは映像化はされていないが、ファンタスティックコレクションの年表によると、正常機能を回復してソルビーノの調査に再び派遣されたという[109]。
- デザインは丸山浩による[104]。目を2つ並んだライト、鼻をスーパーGUTSのロゴ、口を下のライト、耳をマジックハンドの収納口として配置することで可愛らしい顔にしている[28][10]。

## 超悪質宇宙人 ナルチス星人
第33話「平和の星」に登場。
宇宙進出を試みる人類を「宇宙を食い荒らす野蛮な種族」と称して妨害するために地球に来た宇宙人。自らは「科学の力でマイナスエネルギーを全て抹消することに成功し、争いの無い平和な星からやって来た」と自称しているが、真相は不明である。自らの行為を「正当防衛」と主張しメノーファを成長させるため若者のマイナスエネルギーを奪い取り、完成したメノーファと同化する。
戦力として口から金属音のような不協和音の絶叫を発する。また、幼体のメノーファと同化した際は少々野太くしわがれた声となっている。
- 出演：梛野素子
- 特殊メイクは若狭新一と原口智生によるもの[8]で、それを前提にデザインされた[28][10]。
- 脚本を担当した長谷川圭一は、ジュブナイルにしたいという監督の小中和哉の意向を受け、寓話的な存在としてまとめている[9]。
- 小中和哉監督が担当した回のため、胸に赤い文字で「小中」と書かれている[28][10]。

## 生物兵器 メノーファ
第33話「平和の星」に登場。
ナルチス星人が造り上げた脈動する生物兵器。ナルチス星人に地球の若者たちのマイナスエネルギーを与えられて成長し、さらにナルチス星人が同化して完全体となって活動を開始する。不定形な姿で、太い触手を腕のように伸ばして相手を殴りつける。強い生命力を持ち、弾力性のある体は外部からの物理的な攻撃を受け流して吸収し、ソルジェント光線も吸収して自らのエネルギーにする。体から光弾を連発して物体を破壊する。ナルチス星人が同化する際にハスミ記者が鉄パイプを刺した部分が弱点で、そこをヒビキの乗るαスペリオルで撃たれ亀裂が生じ、そこにストロングタイプのダイナトルネードアタックを受けて敗れる。
- スーツアクター：三村幸司、三宅敏夫[出典 10]ほか、最大で10人ほどが入っている[9]。また、特技監督の佐川和夫は「スーツアクター以外にも、助監督が全員と、操演スタッフも入っていた」ことを述べている[93][94]。
- デザインは橋爪謙始による[8][112]。触手はディプラスのボディ流用[8][112]。造形物はスーツのほか、爆発用ミニチュアが用意された[8]。佐川は、手足がない姿のために、どう表現すれば良いか一番悩んだと述べている[出典 130]。
- 脚本ではダイナ・トルネードアタックを使用する描写はなく、メノーファにとどめを刺す場面では単に「ダイナが光線で倒す」とだけ記述されていたが、佐川は「時にはウルトラマンも肉弾戦が必要だろう」と考え展開を変更した[93][94]。

## 宇宙スパーク大怪獣 バゾブ
第34話「決断の時」に登場。
好物の電気エネルギーを求めて地球にやってきた宇宙怪獣。細身の体に巨大な頭というアンバランスな姿が特徴。頭部の他に腹部にも口があり、額の青い光球からは強力な電磁波と電撃光線を発生させる。また、長い尻尾で敵を締め付け、そのまま遠くへ投げ飛ばすことも可能。宇宙発電所ヘリオのメインユニットを腹部の口で吸収し、迎撃に向かったガッツイーグルスペリオルを後述の磁界でシステムダウンに追い込み一蹴。そのまま地球へ襲来しTPC総合本部基地を目指す。頭部から発生している電磁波が周囲に強力な磁界を形成しているため、半径3キロメートル圏内にある全てのコンピューター機器がダウンし、ビーム攻撃もあらぬ方向に曲がる。当初は頭部への集中攻撃しか方法はなかったが、持ち前の強力な磁界でTPC基地に未曾有の大被害を与えかねないため、TPCではファイナルメガランチャーの使用まで提案される。アスカに手榴弾と発炎筒である程度誘導された後でその後ダイナとの戦闘に突入。腹の中にヘリオの職員とヒビキを人質に取ったような状態にあるためダイナですら迂闊に攻撃できずにいたが、TPCグライダーで強引に近付いたコウダにXXバズーカで額の光球を破壊され、前述のヘリオ発電所のメインユニットに体内の電気エネルギーを奪われたために磁界が消滅。最期はガッツイーグルのトルネードサンダーと一体化したダイナ・ミラクルタイプのドリルスピン戦法で2人とコウダは救出され、自身だけ爆散する。
- スーツアクター：三宅敏夫[出典 10]
- デザインは橋爪謙始による[8][112]。顔のデザインはメノーファのNGデザインの流用[8]。
- 『ウルトラマンフェスティバル'98』ライブステージ第2部に登場。グランスフィアの配下。

## 宇宙合成獣 ジオモス
第35話「滅びの微笑（前編）」、第36話「滅びの微笑（後編）」に登場。
冥王星で宇宙船ロムルス三世号に寄生したスフィアが、クラーコフNF-3000の第三ブロックと共に六甲山中に落下し、格納庫内のネオマキシマ・エネルギーや付近の岩石と吸着した合成獣。見た目が若干前傾姿勢になっているのが特徴。空間を歪めて防御する亜空間バリヤーを使ってガッツイーグルのトルネードサンダーやダイナのフラッシュ光弾やソルジェント光線はおろかレボリウムウェーブ アタックバージョンをも防ぎ、ガッツイーグルの電磁ネットですら自力で振り払う。全身から撃ち出す破壊電磁波は、収束させるとソルジェント光線よりも強力になり、また、強烈な突進攻撃も使い、これらの戦力でダイナとの戦いに勝利する。他にも両腕の鋭い爪を用いて土中を高速で掘り進むことができる。その後、大阪市の天王寺付近に現れた際は既にリーフラッシャーを失ったアスカを破壊電磁波の連発で狙い撃ちして負傷させる。その後、通天閣からホリイとナカジマにモンスターキャッチャーを背中に撃ち込まれ、再び撤退する。発生させる亜空間バリヤーは体内に融合した前述のネオマキシマエンジンの力で構成されているため反マキシマエネルギーの照射で破ることができる。大阪ベイエリア南港付近での3度目の出現時は、前述の方法で亜空間バリヤーを破られた後で、TPC地上部隊の総攻撃で倒されたかに見えたが、それはTPCを出し抜くために用意したただの抜け殻で、本体は地底に逃げており、さらにネオジオモスに脱皮する。
- スーツアクター：三宅敏夫[出典 10]
- 第1話や第2話で登場したダランビア、ネオダランビアと同じスフィア合成獣だと劇中でシイナ参謀に説明される。
- 初期の脚本ではスフィアとは無関係な宇宙怪獣であったが、企画の笈田雅人の提案により物語終盤の起点とするためスフィアが登場することとなった[9]。脚本での名称はゴズモであった[17][18]。
- デザインは丸山浩による[112]。デザインイメージは岩[1]。
- 『ウルトラマンフェスティバル'99』ライブステージ第1部で、Xサバーガとタッグで登場。ウルトラマンタロウ、ウルトラウーマンベス、ユリアンと戦う。

### 超宇宙合成獣 ネオジオモス
第36話「滅びの微笑（後編）」に登場。
地底へ逃げたジオモスが脱皮し進化成長した姿。前傾姿勢だったジオモスと違い完全な直立姿勢となり、胸には亜空間バリヤー生成器官という発光体がある。さらに顔の両側には角、背中には棘が生え、尻尾も伸びている。コスモネット計画の妨害・破壊が目的。抜け殻をダミーにして地下に逃げ、大阪城公園に出現、大阪ビジネスパークにまで迫る。エネルギーは進化前よりも遥かに増幅しており、より強化された亜空間バリヤーを使って一度はバリヤーを破壊したTPCの反マキシマエネルギーやダイナのビームスライサーすらも防ぐ。体から発射する破壊電磁波の威力もパワーアップしている。また、ジオモスを凌駕するパワーと高い知能、額の光球から放つ赤色破壊光弾、尻尾を敵に巻きつけて先端から電気ショックを与えるなど戦術も増え、ダイナのソルジェント光線を受けても倒れないほどの強靭さを持つ。しかしムナカタ元GUTS副隊長の乗るガッツウイングEX-Jの加勢により、さらに強化された反マキシマエネルギーの照射でバリヤーを破られ、電磁波を封じられる。バリヤー生成器官と額の破壊光弾発射部分である光球を破壊され、長い尻尾もストロングタイプに引き千切られ、バウンスシューター、ストロングエルボーの連続肉弾攻撃を喰らって完全にノックダウンする。最後はウルトラリフターでベイエリア上空へ運ばれた後、旧GUTSメンバーとスーパーGUTSの反マキシマエネルギー、そしてガルネイトボンバー シューティングバージョンの同時攻撃で倒される。
- スーツアクター：三村幸司[出典 10]
- 着ぐるみの頭部はデキサドル、胴体はデマゴーグの改造[8]。
- デザインは丸山浩による[112]。初稿では黒目があったが決定稿で白目のみになり、頭を小さくしている[28][10]。
- 毎日放送の要請で大阪ロケとなり、平成のゴモラということで大阪城公園が決戦場となった[113]。

### Sプラズマ融合獣 スフィアジオモス
『ウルトラマンデッカー』第21話「繁栄の代償」に登場。
サイテックラボラトリーホールディングで開発・運用されたスフィアソルジャーの亡骸から抽出されたSプラズマを分裂・増殖させて莫大なエネルギーを生み出す新エネルギー開発機関・Sプラズマ増殖炉が暴走し、研究棟から伸びた無数の触手が、周囲の建物や機械を吸収したことで甦生したスフィア融合獣。口から発射した光線で時空変動を引き起こすことでワームホールを出現させ、スフィアザウルスを未来の宇宙から呼び寄せる。
最後はデッカーのウルトラデュアルソードによるレジェンドフラッシュマルチスクラムに敗れた。
- スーツアクター：桑原義樹
- ダイナというキャラクターをサプライズで描くための怪獣の候補として、シルドロンやダイゲルンなどが挙がったが、ダイナが救援に駆けつけるにしてはパンチが弱いため、スフィアを絡めた地球規模の危機があり、最後の最後まで一同が奮闘するも勝ちきれないという流れを作るために、人類がスフィアを利用しようとして痛い目に遭うという物語となった[114]。
- ジオモスをデザインベースに、特徴的な胸部や角など全体のイメージを踏襲している[117]。スフィアに怪獣が乗っ取られているのではなく、増殖炉のようなものをスフィアが乗っ取って怪獣化した純粋なスフィア怪獣であるため、融合獣とは異なり、シンメトリーにして従来の合成獣とは一線を画した存在であることを表現している[114][117]。
- スーツは『ウルトラマンタイガ』のセグメゲルの改造[118]。当初は『ウルトラマンZ』のデストルドスを改造する案もあったが、今後使う頻度が少なく、二足歩行の恐竜体形であったセグメゲルが選ばれた[114]。デザイン画では太めのボディであったが、もっと細身にするために肉を削ぎ落してスマートにしている[114]。デザイン画では赤い目であったが、実際のスーツはスフィア融合獣と同様に青い目となった[114]。

## ゴミ塊物 ユメノカタマリ
第37話「ユメノカタマリ」に登場。
アララギ市のゴミがエントロピーの法則に反して結合し、ごみ処分場のごみの塊を吸収して上空で怪獣化した存在。劇中での命名者はフカミ・コウキ総監。怪獣化直前には、捨てられたものを自力で吸い寄せるようになっており、カリヤは「捨てたごみを勝手に集めてくれる。これは便利」と評する。空中浮遊も可能で、体表から猛毒のダイオキシンを含んだ有毒ガスを噴出して周囲の建物や木々をごみの山に変えるだけでなく、ガッツイーグルスペリオルの電磁ネットですら相殺し、体内温度が上昇し、体内は高圧になっていて爆発の危険性がある。また、皮膚を粘着弾として放つ。
光線技がまったく効かず、ビームスライサーやフラッシュサイクラーやソルジェント光線を無効化し、ダイナを体内に取り込もうとしたりと善戦するが、ダイナ・ストロングタイプに空高く投げられ、ストロングクラッシャーで粉砕される。その後、アララギ市には約1週間に渡って空からごみ（光る塵）が降り注ぐことになる。
- スーツアクター：三村幸司[出典 10]
- デザインは池谷仙克による[8][120]。脚本では手足の描写はなかった[17][18]。
- 監督・特技監督の服部光則は、時間と予算の都合でゴミが成長する過程を省略してしまったことについて後悔を述べている[9]。

## バロック怪獣 ブンダー
第38話「怪獣戯曲」に登場。
劇作家鳴海浩也（清水紘治）が、錬金術で生み出した怪獣。その製造工程は、劇中の鳴海の台詞によると、歪んだ真珠（脅威の種）を馬の糞と共にフラスコに入れ、40日間、華氏451度で熱し、さらに40週間、物語の血、肉、骨格と共にマンドラゴラの根を与え続けると自ずと怪獣の形をなすというもの。
ブンダーの塔とも呼称される塔のような形状で街の中央に降下し、その後怪獣に変身する。その姿はバベルの塔に怪獣の頭と足と尻尾、そして細長いドリルのような槍状の腕を付けたようなもの。「空間を捻じ曲げる能力」で相手を翻弄したり、体全体か腕の先端をワープさせて攻撃する。体表は非常に硬く、ガッツイーグルのビームやダイナのソルジェント光線も効かない。鳴海は現実世界を破滅的な演劇空間に見立て、自作の物語「怪獣戯曲」を完成させるために、劇中に登場するブンダーを生み出すことで人類滅亡の大団円を実現しようとしたのである。鳴海も最初は、ダイナを登場させてブンダーが倒される結末を描いていたがその結末が気に入らず、先述のストーリーとする。鳴海の書いた「怪獣戯曲」のストーリー通りに自由に大暴れする。出撃したガッツイーグルのうち、棘状の腕を使った攻撃でα号を、電撃でγ号を撃墜。残るβ号も砂嵐で損傷を与える。ところが、カリヤとマユミに鳴海の仕組んだトリック（アナモルフォーシス）を解明され、その影響で、ダイナの登場でブンダーが倒されるのを防ぐために鳴海が拉致していたアスカが脱出。ダイナに変身される。ダイナとの戦闘で最初は互角の戦いを繰り広げるものの、「空間を捻じ曲げる能力」の使い方を誤り、自分の虚像に惑わされた末、自らの腕で自分自身を刺し貫いて自滅。計画が失敗に終わった鳴海もどこかへと姿を消す。
- スーツアクター：三宅敏夫[出典 10]
- デザインは池谷仙克による[8][120]。

## 超異形進化怪獣 ゾンボーグ
第39話「青春の光と影」に登場。
かつてネオザルスを製作したオオトモ博士の助手のヤマザキ・ヒロユキが、TPCから盗み出してさらに自ら改造した生物の身体を強化する改良エボリュウ細胞を自身の胸に注射して怪獣化したもの。前作に登場したエボリュウやメタモルガとは異なり、電気を吸収する動作は一度も見せていない。腕は伸縮自在で、口からは緑色の電撃状の破壊光線を発射する。
エボリュウ細胞を積んだロケットを地球に向けて打ち上げ、全人類を怪獣化しようと目論む。ダイナのビームスライサーの連射を全弾自身の光線で相殺し、そのままダイナに光線を当てるなど善戦するが、最後はソルジェント光線を浴びて爆死。エボリュウ細胞を積んだロケットの方はダイナ・ミラクルタイプのレボリュームウェーブ アタックバージョンで異次元の彼方に消滅し、ヤマザキの目論みは阻止された。
- ヤマザキ・ヒロユキ：渡祐志
- スーツアクター：三村幸司[出典 10]
- 初期案では事件の首謀者はヤマザキ・ヒロユキとは別人の元TPC職員となっていたが、長谷川圭一の案によりヤマザキ・ヒロユキが再登場することとなった[9]。
- デザインは丸山浩による[32]。デザインはエボリュウを人間型にアレンジしている[1]。エボリュウを踏襲して胸元から6本の角を生やしている[28][10]。造形物はスーツのほか、爆発用人形が用意された[8]。

### 異形進化兵 ゾンボーグ兵
第39話「青春の光と影」に登場。
ヤマザキが隠れ家として使っているアステロイドベルトの宇宙防衛施設ロックランド跡を防衛している生体人造人間。レーザー銃を使った攻撃を得意とする。倒されると本体が泡となってスーツとマスクのみを残して消滅する。劇中に現れたすべての個体がアスカとフドウ・ケンジに撃退される。
- スーツアクター：桑原史哲、山城豊、角秀一[出典 10]
- マスクは『電光超人グリッドマン』のイベントショーで使われたカーンデジファー兵士のものを改造しており、3体用意された[出典 146]。丸山浩は自身が塗装したと述べている[1]。

### 『ウルトラマンデッカー』に登場するゾンボーグ兵
『ウルトラマンデッカー』第19話「月面の戦士たち」に登場。
宇宙開拓の前線基地としてTPUとシズマ財団が設立したTPU月面基地に配備された警備用人型ロボット。機械の体は銃撃をも弾く分厚い装甲に包まれ、多少のダメージをものともせず、脅威対象の排除を遂行する。
スフィアの巣となった同基地内の各所にて機能停止状態で無造作に倒れていたが、探索中のアスミカナタとマナカケンゴを、ヤプールによって再起動させられた複数の機体が襲撃する。
- スーツアクター：永地悠斗、岡部暁
- マスクはイベントの部署に残っていた『ダイナ』当時のもの2個を補修したもので、ベストは『ウルトラマンX』のジオタクティカルベストの色替え[58]。

## ジャギラ星人
第40話「ジャギラの樹」に登場。
200年前に森野町にある森野神社にご神木として根付いた宇宙植物ジャギラの樹を追って地球に現れる植物型の宇宙人。青木という植物学者の地球人の姿で、ジャギラの樹を守る家系の神保紀子という女性に近づき、地球をジャギラ星と同様の環境にして手に入れようとする。衝撃波を放つ。花粉の影響を受けた神保紀子と一体化するが、ダイナに神保紀子を切り離され、ソルジェント光線により炎上するゴッドジャギラもろとも真の姿を見せることなく消滅。
- 出演（青木）：新田純一

### 宇宙魔樹 ゴッドジャギラ
第40話「ジャギラの樹」に登場。
200年後に花を咲かせた宇宙植物ジャギラの樹にジャギラ星人と神保紀子が同化した姿。ジャギラ星人は「自身の超能力と彼女（紀子）の生命力が一体化した完全なる神」と呼ぶ。腹部には花が咲いており、見た目が二足歩行する木に見えるのが特徴。地球を植物の星にすることが目的である。根や蔓を自在に操ってそれらを蛇のように地上に這わせて人間を襲う。また、人間を操る黄色い毒花粉を中央の花弁から噴射し、操られた人間は目が緑色に光る。他にも戦力として体からの赤色曳光弾を武器にする。接近戦では根や蔓が合わさって太くなった両腕で敵を薙ぎ払う。ダイナを土中から伸ばした蔓で拘束し地面に叩き付けるが、一体化していた神保紀子がバーストラリアットで救出された後は終始押され続け、最後はソルジェント光線でジャギラ星人もろとも炎上して消滅する。
- スーツアクター：三宅敏夫[出典 10]
- デザインは丸山浩による[32]。デザインは、蔦や枝の集合体をイメージしている[28][10]。初稿の段階では、怪獣らしさを残すため、顔を付けていたが決定稿で無くして花をつけている[28][10]。

## 宇宙大昆虫 ダイオリウス
第41話「ぼくたちの地球が見たい」に登場。
3年前に建設中だった冥王星の宇宙ステーションを破壊した、宇宙空間に住む肉食巨大昆虫。通り掛かる宇宙船に卵を産みつける。凶暴な上に頭が良く、生き物なら何でも餌にする。幼虫は成虫に変態する際に猛毒の体液を分泌し、この液体は地球の大気圧では数秒で気化して毒ガスになる。触角の部分は電波や光、音、あらゆる信号に反応する特性を持つ。戦力として、頭部の触角から放つ緑色破壊光刃と鋭い牙で噛み付いての電撃攻撃を用いる。また自らは大気圏を突破できないため、木星の宇宙ステーションから地球に向かう途中だった宇宙船ガゼル号に卵を産みつけ、内部で3匹の幼虫が孵化する。獲物を待つ際は小惑星の岩壁に張り付いた状態で待つ。産みつけた後にクリムゾンドラゴン隊に攻撃される直前で一旦退散するが、ガゼル号が撃墜されそうになると再び姿を現し、撃墜しようとしていた防御衛星ユニコーンを破壊。しかし、カリヤたちに幼虫を全て倒されガゼル号を破壊しようとする。その後スーパーGUTS、ダイナと戦闘になり、リョウのγ号を撃墜するもソルジェント光線を受けて爆死する。
- 脚本では「『昆虫型宇宙怪獣タイプB』に分類される」という設定であった[17][18]。
- デザインは丸山浩による[32]。尾を2つに分け、背中に蜂の毛のようなものを生やしている[10]。
- 『ウルトラ怪獣擬人化計画』にて擬人化された。

## 悪質宇宙人 レギュラン星人ヅウォーカァ将軍
第42話「うたかたの空夢」に登場。
初代と比べてやや短い頭頂部と、若干赤みがかった体色が特徴。スーパーGUTSのナカジマが設計した「スペシウム砲」のサンプルを火星基地に輸送する、アスカとマイを妨害する。「宇宙一の嫌われ者」を自称し、スーパーGUTSのモニターをジャックして隊員たちに語りかけるも相手にされなかったことに怒り、彗星を小惑星帯で爆破して巨大隕石を太陽系に降り注がせる「石ぶつけ作戦」を決行するが、TPCの開発したマウンテンガリバー5号とウルトラマンダイナによって阻止され、最後はレギュラン円盤ごとソルジェント光線で倒される。
風車のミニチュアを持った初代のソフビ人形を所持している。また、3人がかりで変身直前のアスカを袋叩きにしている。
マウンテンガリバー5号共々、アスカの夢だけに登場しており、作中に実在していたかは不明。
- 声：桑原たけし
- スーツアクター：冨田昌則[出典 153]
- 着ぐるみは新造形[125]。
- タイトルではレギュラン星人とクレジットされている。
- 第42話の監督・脚本を務めた川崎郷太はレギュラン星人を登場させた理由について、新しい宇宙人だとその説明をしなければならないという理由のほか、「一番変なことをやりそうだったから」という点を挙げている[129]。
- 撮影当時は『ガメラ3 邪神覚醒』や雨宮慶太作品などの撮影と重なっていたことから操演スタッフが人手不足となり、円盤や隕石は上から落とすという手法で撮影された[130]。

## マウンテンガリバー5号
第42話「うたかたの空夢」に登場。
火星マリネリス基地で開発部のホリイ・マサミ博士が「こんなこともあろうかと思って」開発した巨大人型ロボット兵器。ギアはオートマかつマルチハンド方式で、人間が乗って操縦するが、設計ミスでコクピットが小さく、小柄な人物しか乗れないため一番背の低かったマイが操縦することになる。火星の物質スペシウムを含んだスペシウム砲の試作品を装備しており、その威力は絶大だが、3発しか撃てない上に、隕石迎撃には射程が短すぎて使えない。それ以外の武装はホリイの台詞によると「今日はない」。ただし、殴るだけでもレギュラン円盤群を破壊する程度の戦闘能力はあり、その光景を見たホリイは開発者でありながらのんきに感心する。ヅウォーカァ将軍の攻撃に対して出撃し、スペシウム砲で小惑星を左端から順に一掃するが、レギュラン円盤群の攻撃でスペシウム砲を破壊され撤退する羽目になる。その後、火星に落下しようとしている巨大隕石を止めるために、押し返そうとしているダイナに協力する。隕石のあまりの大きさに疲れ果てたダイナを激励するが、そこでアスカは夢から覚める。レギュラン星人ヅウォーカァ将軍共々アスカの夢の中だけの登場である。
発進方法はスキージャンプ方式で、分析モニターの表示は巨大隕石を指して「たぶん10キロメートルくらい」と出すなど非常に適当。型式番号はMG-0005-RX、機体番号はへ-0001号。
コクピットに表記されている起動の日付が4月1日（＝エイプリルフール）である。
- スーツアクター：三宅敏夫[出典 156]
- デザインは丸山浩による[132]。MG5の通称は『帰ってきたウルトラマン』主演の団次郎が出演していたCMの男性化粧品の名前が由来[131]。足の市松模様もMG5の容器のパッケージ模様をイメージしたもの[出典 157]。
- マウンテンガリバーとは、『ウルトラマンティガ』第2話で光の巨人（ティガ）の名前としてムナカタ副隊長が提案した没案である[133][134][132]。

### その他の作品に登場するマウンテンガリバー5号
- 『ウルトラマン列伝』では、「スペシウム砲はウルトラマンのスペシウム光線と同等の威力を持っている」とウルトラマンゼロから高評価を得る。
- 『ウルトラマンフェスティバル'99』ライブステージ第2部では、ムルチと戦った後、メンテナンスを受けた状態でアパテーと戦うが、スペシウム砲はメンテナンスに含まれていないために、構えたと同時に折れ、アパテーによって致命的ダメージを受けて爆散する。
- テレビアニメ『SSSS.GRIDMAN』第9話では、新条アカネがマウンテンガリバー5号のフィギュアで遊んでいる[135][100]。同話は夢の中の世界で展開することから、夢にまつわる怪獣でまとめられている[135][100]。

## 超古代怪獣 ゴルザII
第43話「あしなが隊長」に登場。
ゴルザの細胞が何者かに命を与えられて強化再生したと思われる個体。霧門岳の地底で噴火を誘発させ、ネオドリルビームを受けて霧門岳から地上に再出現し、破壊活動を開始する。顔が小さめになり、下顎から垂直に突き出た牙が若干斜め手前に傾いており、両腕が大きくなっているなど、容姿は『ティガ』登場時と大きく変わっている。
口から朱色の光線を放つ能力を持ち、これでムカイ班長の乗るコネリー07を撃墜する。TPC中戦車部隊の砲撃やテライ式熱線砲車の熱線、スーパーGUTSのガッツディグのアトミックサンダーなどの攻撃では微動だにせず、ダイナをもその強力なパワーとそれを活かした張り手と太い尻尾を使った攻撃、そして熱線によって追いつめる。その戦いぶりには余裕がうかがえ、ダイナの打撃攻撃を軽く受け流したり、足や尻尾を用いた足払いをかけて転倒させたりしている。
ビームスライサーを胸で吸収して自身のエネルギーに変え、ソルジェント光線のエネルギーを吸収して火炎と混ぜて強化した熱線を口から放射するなどしてダイナを圧倒するが、ヒビキの「怒りの気持ちをコントロールできて初めて人間はもっと強くなれる」という言葉が脳裏によぎったことで冷静さを取り戻したダイナのフラッシュチョップを腹部に受け、同じところにもう一度通常時とはエフェクトの異なるソルジェント光線を受けて絶命する。
復活させた黒幕は不明で、カリヤはスフィアの仕業ではないかと推測する。書籍ではそのために復活したともされているが、断定はされていない。
- スーツアクター：三宅敏夫[出典 161]
- 着ぐるみは新造[125][132]。当初は、新規デザインのゴルザが用意されていたが、監督の満留のアイデアで造形スタッフでオリジナルのゴルザを現場アレンジしている[出典 162]。平成ゴジラを意識したデザインアレンジがなされており、初代と比べて頭部が小さく、腕が大きくなっている[129][132]。
- 第43話の原案および特技監督を務めた満留浩昌は、脚本を通すための策略として人気怪獣のゴルザを登場させたが、シナリオ会議では狙いとは逆に「ゴルザである必要性」を問われてしまったという[137][138]。満留はそれに対して「人気怪獣が出ればお客さんも喜ぶ」と通したが、「作戦ミス」であったと述懐している[137][138]。

## 灼熱合成獣 グライキス
第44話「金星の雪」に登場。
TPCが金星の大気を改造するために投下した人工バクテリアのアイスビーナスが、双胴型のスフィアの手で突然変異して怪獣化したもの。スフィアによって操られており、金星にやって来た人間を襲う。単体のスフィア自体が頭頂部に合体している。また金星の高気圧の大気圏内でも自由に活動でき、レボリウムウェーブ アタックバージョンを飛び越えるほど素早い。ビームスライサーを屈んで回避したり手足を引っ込めて飛行することもできる。怪力で口から赤色光弾を吐き、頭頂部のスフィアでダイナスラッシュも弾く。ダメージを受けてもスフィアの光線で回復し、ダイナを苦戦させた。頭頂部のスフィアを破壊されると元のバクテリアに戻る。金星の特殊環境で力を発揮できないダイナ・ミラクルタイプを持ち前の怪力で溶岩溜まりに押しやろうと企むが、スーパーGUTSの根性を受け取って奮起したダイナの豪快な投げ技で跳ね飛ばされたあと、フラッシュタイプに戻ったダイナのフラッシュチョップで頭頂部のスフィアを破壊されて（その際、赤く発光していた眼球が通常の生物的な瞳のある眼に変化した）消滅したあとはグライキスから解放されたアイスビーナスが雪のように降り注ぐ。
- スーツアクター：三村幸司[出典 10]
- スーツの手足はセパレート式となっている[8]。
- デザインは丸山浩による[142]。特技監督の満留浩昌はゴジラとガメラの円谷版を目指した[出典 167]。
- 脚本の長谷川圭一によるイメージでは、エイをモチーフとした怪獣という設定であった[143][144]。決定稿で腹の模様を変えている[28][10]。

## ギガール星・女戦士 チュラサ
第45話「チュラサの涙」に登場。
TPCのミヤタ・セイジ参謀が、10年前にネオマキシマ航法のテストでギガール星に遭難した際に出逢った女性。ギガール星でトロンガーからミヤタを救い、さらに地球にトロンガーが現れた際にもミヤタの前に現れる。しかし実はミヤタがギガール星を去った後にトロンガーに殺害されていた。武器としてギガール銃という銃を一度だけ使う。
ミヤタにその銃とトロンガーの弱点の心臓を見定めるためのレンズのようなエメラルドに近い青色のチュラサの涙という結晶を宇宙船から託す。
- 出演：ミッシェル・ガゼビス
- 声：山崎和佳奈
- 名前の由来は沖縄方言の「ちゅらさん（美人）」から[9][101]。
- 劇中では「ギガール星人」とも呼ばれている。

## 宇宙超獣 トロンガー
第45話「チュラサの涙」に登場。
宇宙を荒し回っている超獣。黒雲の中に潜み、赤い球の状態で地上に稲妻を落とし、心臓を破壊しない限り体が傷ついても再生する。神出鬼没かつとても執念深い性格で、10年前にギガール星を襲ったときに自らを攻撃したチュラサとTPCのミヤタ参謀に恨みを持ち、ミヤタを追って地球に現れる。10年前は心臓は右肩にあったが、地球襲来時には右胸に移動させている。攻撃を受けると一時的に体全体が奇妙に歪むことがある。戦力は両手から放つ青色電撃光線と後頭部にある長い尻尾、酸の舌を使った攻撃。まるで挑発するかのようにTPC関連の主要施設を次々と襲う。ダイナとは2度戦い、最初の対決では再生能力でフラッシュ光弾を無効化した後で、青色電撃光線で反撃して一時撤退。2度目の対決では前述の後頭部の長い尻尾と酸の舌を使った攻撃を駆使してダイナを追い詰めるが、ミヤタ参謀がチュラサから託されたチュラサの涙をセットしたギガール銃で心臓を破壊され、弱体化したところをダイナのソルジェント光線で倒される。
- スーツアクター：岡野弘之（人間大）、三村幸司（巨大）[出典 10]
- 脚本では性格がはっきりと書かれており、「一度自分を攻撃した者を執念深く追い回す」性格との記述がある[146][147]。
- デザインは丸山浩による[142]。
- 書籍によっては、人間大時の名称を幼生体[148]と記載している。

## 恐怖エネルギー魔体 モルヴァイア
第46話「君を想う力」に登場。
松本市に現れた黒い宇宙植物が放出する、人々の恐怖心を栄養素として幻影を投影する膨大な量の素粒子が強力なエネルギーを持って集中し、実体化したもの。武器は口からの火炎放射と火球、そして鋭い牙による噛み付き攻撃。悪魔のような外見で、素早い動きでダイナを翻弄し、さらに鋭い牙による噛み突きで苦しめるが、リョウの乗るα号から弱点である白い花のエキス入りのMK-2ミサイルを背中に受け弱体化。巨大な隕石状になって空中に浮かび上がったところをソルジェント光線を受けて爆発し、地上に残っていた黒い宇宙植物もすべて消滅する。
- スーツアクター：三村幸司[出典 10]
- デザインは丸山浩による[142]。悪魔と狼を融合させたような感じにしている[28][10]。
- 2022年8月2日に開催されたイベント「ウルトラヒーローズ EXPO 2022 サマーフェスティバル IN 池袋・サンシャインシティ」内のステージイベント「ウルトラマンダイナ25周年記念 スーパーGUTSスペシャルナイト」では、冒頭でつるの剛士がエンディングテーマ「君だけを守りたい」を熱唱した後にレギュラン星人と共に現れ、ダイナと交戦する[149]。

### 黒い宇宙植物
第46話「君を想う力」に登場。
宇宙から謎の隕石と共に松本市に運ばれてきた地球外の植物。黒いチューリップのような姿をしており、人間の恐怖心を養分にしており、それらを素粒子に変え、人々の最も恐れる恐怖の象徴の記憶を空間に投影する。つまり、当話の一連の事件のきっかけとなる重要なものであり、謎の怪獣軍団やモルヴァイアを生み出す元となるものでもある。
ナカジマは黒の変異体は白と述べているが、リョウによればそれは逆であり、「白の変異体は黒、初めは全部白い花だった」と言及する。

### 謎の怪獣軍団
第46話「君を想う力」に登場。
黒い宇宙植物が放出する素粒子が人々の恐怖心を刺激して恐怖の象徴の記憶を投影した幻影で、人によって視認する姿が異なる。目撃されたのはフォーガス（怪人体）、ゼネキンダール人（C）、ディゴン、レイビーク星人、ビシュメル、モズイ、ギャンザー、姑獲鳥、ヌアザ星人イシリス、イーヴィルティガ、デスフェイサー。また、画面には登場していないが、ナターン星人とマノン星人も確認できるほか、怪獣ではないが、にんじんが怖い者のイメージを投影したにんじん様（にんじんの化け物）というものも目撃される。幻影ゆえに実体がなく、ガッツブラスター・ノーマルモードの光弾が効かない。

## 放浪宇宙人 ファビラス星人
第47話「さらばハネジロー」とビデオ版『ウルトラマンダイナ 帰ってきたハネジロー』に登場。
惑星衝突によって母星をなくし、ミクロ化された80億人の同胞と共に宇宙を旅している。2体が地球に現れ、それぞれ便宜上（A）、（B）と呼ばれる。戦力として手から赤色破壊光弾を放つ。また、変身能力もありコウダとカリヤを気絶させて自らの宇宙船の中に拘束した後で、彼らの姿を借りて一時的に成り代わり、スーパーGUTSの基地の機能を麻痺させる。本来は温厚な性格だったが長い放浪生活で精神状態が荒み、全人類をミクロ化して自分たちが地球を支配しようとする。（B）の方はまだ穏健的で武力行使による侵略行為に懐疑的であるが（A）はムザン星で拾った魔石の力で凶暴化し、デビルファビラスに変貌する。かつてはハネジローことムーキット種と共生関係にあり、（A）が救われて改心した後はハネジローと共に新天地を求めて再び旅立つ。
その後、オリジナルビデオ作品『ウルトラマンダイナ 帰ってきたハネジロー』にて、デハドー星人が地球を狙っているとのメッセージをハネジローに託して地球に派遣させる。
また、第11話のメラニー遊星でも、ハネジローのかつての飼い主であったファビラス星人と思われる遺骨とその宇宙船が登場する。
- （A）
  - 声：石井浩
  - スーツアクター：三宅敏夫[出典 10]
- （B）
  - 声：三宅敏夫
  - スーツアクター：角秀一[出典 10]
- デザインは丸山浩による[150]。デザインの基となった怪獣は『ティガ』のころに描いていたものを手直ししたもの[28][10]。
- デザイン画では、ファビュラス星人という名称だった[28][10]。
- デザインには、監督の原田昌樹とデザインの丸山浩との対話の中で挙がった「バルタン星人の現在形」の要素が取り入れられている[9]。
- 宇宙船内部は教会のステンドグラスのような造形に仕上がっているが、これは監督の原田昌樹によると「『宇宙船のセットを大掛かりに作る時間がない』といった予算的な問題」があったためであるという[49][50]。
- 片方の着ぐるみはウルトラマンコスモスのノワール星人に流用された。

### 魔石超人 デビルファビラス
第47話「さらばハネジロー」に登場。
ファビラス星人（A）がムザン星で拾った魔石の力で凶暴化した姿。S地区森林地帯に出現し、大暴れする。無人迎撃システムの砲弾やマシン・ゼレットのゼラリアン砲やダイナのビームスライサーやソルジェント光線を受けても傷一つつかない強靭な鎧が特徴。鋭い蹴り技を活かした格闘技、右手拳からの破壊光線や胸の魔石から放つ金縛り光線でダイナと戦うも、ハネジローに魔石の位置を教えられたダイナ・ミラクルタイプに鎧の一部を剥がされ、ビームスライサーで魔石を破壊されたあとレボリウムウェーブ アタックバージョンで鎧もろとも胸の魔石を取り除かれ、元に戻される。元の姿に戻った後は宇宙船に回収される。
- スーツアクター：三宅敏夫[出典 10]
- 魔石の設定は、ファビラス星人を悪役にしないために創作された[9]。

## 変心宇宙人 チャダビン星人
第48話「ンダモシテX」に登場。
母星の上層部に騙され、惑星破壊兵器ンダモシテXの実験を生命体が存在しないと聞かされた地球で行うためにやってきた宇宙人。劇中ではかなり間の抜けた性格として描かれている。コスモアドベンチャー部隊隊長ハヤテによると「銀河系で3本の指に入るほどの凶悪な宇宙人」といわれているらしい。また、透視能力もあり、これでモゲドンの体内にンダモシテXがあることを見抜く。彼の所有する宇宙船には機密保持機能があり、他の知的生命体が触れると自爆するという仕組みになっている。いないはずの地球人（ムサシ・ホウサク）を爆発事故で死なせ、自責の念から彼に成り変わって地球で生活していた。ハヤテ隊長と共にンダモシテXの起爆装置を解除して爆発を食い止め、近くにあった勤めている花火会社の倉庫を守ったとして、会社の社長直々に三階級特進を言い渡され、部長の地位に就く。事件が終息した後も地球人として元気に暮らす。
太陽系には他にも2人のチャダビン星人が来ていたが、ハヤテ隊長にどちらも射殺される。
- 星人時代の声：遠藤守哉
- ムサシ・ホウサク：赤井英和
- スーツアクター：所博昭[出典 10]
- デザインは丸山浩による[150]。デザイン画では、チャビタン星人という名称だった[28][10]。
- 京本政樹による原案では「赤井英和が演じる月面基地の隊長と京本が演じるハヤテが、2人で協力して『時間を盗む』能力を持った宇宙人と戦う」という内容であり、これを元に「凍った時間」の題名でプロットも決定していた[151][152]。しかし赤井の役が立っていないとの意見もあり、脚本を担当した右田昌万はシナリオ提出の段階で内容を変更したという[151][152]。変更と同時に、赤井の役柄も月面基地の隊長からサラリーマンに変更された[151][152]。

## 地底怪獣 モゲドン
第48話「ンダモシテX」に登場。
多摩丘陵の地底で密かに生息していた怪獣。頭頂部から首の両脇にかけて目玉のような器官がついているが、本当の目は頭部の赤い部分である。本来は気が小さく、おとなしい性質だが、チャダビン星人の惑星破壊兵器ンダモシテXを誤って飲み込んでそれが喉に刺さったため興奮して暴れ出す。地中を素早く掘り進み、複数の穴を掘ってもぐら叩きのもぐらのように移動するのが得意で、猫だましに弱い。その暴走ぶりはガッツイーグルの電磁ネットですら振り払うほどだが、ハヤテ隊長とチャダビン星人にンダモシテXを摘出され、最後はダイナの猫だましで怯んだ隙に、そのまま宇宙へ運ばれる。
- スーツアクター：三村幸司[出典 10]
- デザインは丸山浩による[19]。デザインはコミカルさの中に不気味さを加えている[1]。目玉に見えるものはイミテーションであり、その下にある赤目が本当の目となっている[28][10]。
- 準備稿での名称はモグレガーであった[151][152]。
- 当初は「ダイナに倒されて大爆発を起こし、破片が花火工場の屋根に落ちる」という展開であったが、「地中を掘るのが好きな怪獣なのだから、『いつまでも掘り続けて良い星』にダイナが連れて行ったことにするのはどうか」という武上純希のアイデアにより完成作品の展開となった[151][152]。
- 『ウルトラ怪獣擬人化計画』にて擬人化された。

## 人造ウルトラマン テラノイド
第49話「最終章I 新たなる影」に登場。
TPCが2012年に永久凍結した人造ウルトラマン計画（＝F計画）を火星基地で再開したゴンドウ・キハチ参謀が、警務局に秘密裡で造らせていた人工の石像にアスカの光エネルギーを光エネルギー照射装置で照射して実体化し、起動した人造ウルトラマン。ゴンドウ参謀は「人類最大の防衛兵器」と評する。外見は体色を除いてダイナと酷似しており、ソルジェント光線とビームスライサーを発射できるが、人間が一体化していないために、心を持たない。火星基地を襲撃したスフィアを迎え撃つべく出撃し、初めは圧倒的な力を見せつけるが、ソルジェント光線を連射したために光のエネルギーを急激に消耗して活動を停止し、その隙に反撃を受け倒れたところにスフィアに体を乗っ取られてゼルガノイドになる。
- スーツアクター：中村浩二[153]
- デザインは丸山浩による[19]。当初は人体模型のように動脈と静脈のような赤と青のラインを這わせようと思ったが、それでは気持ち悪すぎてしまい、いずれかを立体にしないと成立しないため、決定稿のようになった[10]。
- スーツはウルトラマンダイナ（ストロングタイプ）を色替え・改造したもの[出典 186]。石像はカポック製[9]。

### その他の作品に登場するテラノイド
- 『ウルトラマン列伝』において第49話がピックアップされた際に、司会進行を務めるナビゲーターのウルトラマンゼロは、F計画について「ウルトラマンは心を持たない超兵器なんかじゃない」と否定する。
- 『ウルトラマンフェスティバル』に登場した際に、ダイナと共に登場。ゼルガノイドとなって悪事を働いたことを客に謝罪し、歴代ウルトラマンシリーズに登場した悪のウルトラマンについて説明をする。
- テレビアニメ『SSSS.GRIDMAN』第9話では、中野の「せぶんだらけ」の入り口にテラノイドの立像が飾られている[135][157]。
- バンダイのDVD「ウルトラライバル戦士列伝！」に本作品の映像がダイジェストで収録されている。

### 超合成獣人 ゼルガノイド
第49話「最終章I 新たなる影」に登場。
スフィアが光のエネルギーが切れたテラノイドの体と同化した存在。元々の原型は胸のプロテクターやカラータイマーなどに少々残っているが、背中に突起のようなものができており、ほとんど別のものになっている。テラノイド時にはなかった口が新たにできており、そこから鳴き声を発する。ダイナと同等の能力を持つテラノイドを合成したため、ダイナ・フラッシュタイプよりも強力な能力を持つ。マッハ8ほどのスピードで飛行することも可能である。ソルジェント光線（フェイク）、ビームスライサー（フェイク）に加えフラッシュサイクラー（フェイク）を発射でき、背中の突起物からオレンジ色のバリアーを張ったり、敵の光線技を吸収する。前述のテラノイドやダイナとは異なり、スフィアによってチャージと再生を繰り返し、光線技の常時連発を支える無限のエネルギーを持つ。これらの能力でブラックバスター隊のガッツシャドーを全機撃墜。さらに、既にエネルギー不足だったとはいえダイナを追い詰めるが、ゴンドウ参謀の生体エネルギー照射により復活したダイナ・ストロングタイプの猛反撃を受けて追い詰められ、1発目のソルジェント光線を受けても体表のスフィアによりすぐさま再生して耐える耐久力を見せるが、2発目のソルジェント光線の近距離発射によりカラータイマーを撃ち抜かれて大爆発する。
- スーツアクター：三村幸司[出典 10]
- デザインは丸山浩による[12]。デザインはテラノイドにスフィアのディテールを加えている[1]。
- 造形物は、ダイナのマスクにウレタンを盛って表現している[28][10]。
- 当初、第25話・第26話として書かれ後に最終章の原型となった脚本「太陽系消滅」では、第1話・第2話に登場したフドウ・タケルがスフィアに取り込まれゼルガノイドになるという展開であった[161][162]。

### その他の作品に登場するゼルガノイド
- 『ウルトラマンゼロ&オールスターウルトラマン超絶!ウルトラリーグ』（テレビマガジン版2011年6月号掲載分）ではキリエロイドやアパテーと共に怪獣軍団を率いてウルティメイトフォースゼロを襲う。
- 『ウルトラマンフェスティバル'99』ライブステージ第1部にて、ネオガイガレードとタッグで登場。ウルトラマンガイアと戦う。ここでは根源的破滅招来体の配下となっている。

## スタッフ
- 怪獣デザイン：山口修、丸山浩、他
- 着ぐるみ製作：開米プロ、他